# Liste des monuments aux morts des Hautes-Pyrénées
Pour un article plus général, voir Liste des œuvres d'art des Hautes-Pyrénées.
Cet article vise à recenser les monuments aux morts situés sur le territoire des communes du département français des Hautes-Pyrénées.

## Définition
Les monuments aux morts sont des monuments publics. En France, depuis le 9 décembre 1905 en application de la loi de séparation des Églises et de l'État, il est « interdit, d'élever ou d'apposer aucun signe ou emblème religieux sur les monuments publics ou en quelque emplacement public que ce soit, à l'exception des édifices servant au culte, des terrains de sépulture dans les cimetières, des monuments funéraires, ainsi que des musées ou expositions ».
Les monuments sont classés par ordre alphabétique de communes avec leur localisation précise.

## Liste
| A - B - C - D -E - F - G - H -I - J - L - M - N - O - P - R - S - T - U - V |

| Œuvre                                           | Auteur                           | Commune                      | Adresse                                                                          | Note                                                                      | Installation      | Coordonnées                        | Illustration                                    |
| ----------------------------------------------- | -------------------------------- | ---------------------------- | -------------------------------------------------------------------------------- | ------------------------------------------------------------------------- | ----------------- | ---------------------------------- | ----------------------------------------------- |
| A                                               |                                  |                              |                                                                                  |                                                                           |                   |                                    |                                                 |
| Monument aux morts                              | Non connu                        | Adast                        | Devant l'église Saint-Barthélemy                                                 | Monument surmonté d'une croix latine                                      |                   | 42° 58′ 25″ nord, 0° 04′ 47″ ouest | Monument aux morts                              |
| Monument aux morts                              | Non connu                        | Adé                          | Devant l'église Saint-Hippolyte                                                  | Monument surmonté d'un buste de poilu                                     |                   | 43° 08′ 04″ nord, 0° 01′ 42″ ouest | Monument aux morts                              |
| Monument aux morts                              | Non connu                        | Adervielle-Pouchergues       | À côté de l'église Saint-Étienne d'Adervielle                                    | Monument surmonté d'une croix de guerre                                   |                   | 42° 49′ 12″ nord, 0° 24′ 15″ est   | Monument aux morts                              |
| Monument aux morts                              | Clos et Mathieu                  | Agos-Vidalos                 | Dans le cimetière d'Agos                                                         | Obélisque surmonté d'un poilu                                             |                   | 43° 02′ 20″ nord, 0° 04′ 11″ ouest | Monument aux morts                              |
| Monument aux morts                              | Non connu                        | Allier                       | Devant l'église Saint-Pierre                                                     | Colonne                                                                   |                   | 43° 10′ 41″ nord, 0° 06′ 54″ est   | Monument aux morts                              |
| Monument aux morts                              | Jean Boyé                        | Ancizan                      | Devant l'église Saint-Blaise, Saint-Martin                                       | Monument surmonté d'un buste de soldat                                    | 11 novembre 1922  | 42° 52′ 23″ nord, 0° 20′ 15″ est   | Image manquante                                 |
| Monument aux morts                              | Firmin Michelet                  | Andrest                      | Devant l'église Saint-Barthélemy                                                 |                                                                           | 9 novembre 1919   | 43° 18′ 59″ nord, 0° 03′ 39″ est   | Monument aux morts                              |
| Monument aux morts                              | Non connu                        | Anères                       | Près de l'église Saint-Pierre                                                    | Stèle                                                                     |                   | 43° 04′ 05″ nord, 0° 27′ 55″ est   | Monument aux morts                              |
| Monument aux morts                              | Non connu                        | Les Angles                   | Dans l'église Saint-Étienne                                                      | Plaque commémorative                                                      |                   | 43° 05′ 04″ nord, 0° 00′ 15″ est   | Image manquante                                 |
| Monument aux morts                              | Non connu                        | Angos                        | 2 rue de l'église                                                                | Stèle                                                                     |                   | 43° 11′ 36″ nord, 0° 08′ 58″ est   | Monument aux morts                              |
| Monument aux morts                              | Non connu                        | Anla                         | Devant l'église Saint-Étienne                                                    | Plaque commémorative                                                      |                   | 43° 00′ 11″ nord, 0° 34′ 54″ est   | Image manquante                                 |
| Monument aux morts                              | Non connu                        | Ansost                       | Dans le cimetière, contre l'église de la Nativité-de-la-Sainte-Vierge            | Colonne                                                                   |                   | 43° 25′ 57″ nord, 0° 06′ 38″ est   | Monument aux morts                              |
| Monument aux morts                              | Non connu                        | Antichan                     | Devant la chapelle                                                               | Plaque commémorative                                                      |                   | 42° 59′ 41″ nord, 0° 34′ 54″ est   | Monument aux morts                              |
| Monument aux morts                              | Non connu                        | Antin                        | À côté de la mairie                                                              | Stèle                                                                     |                   | 43° 20′ 04″ nord, 0° 17′ 24″ est   | Monument aux morts                              |
| Monument aux morts                              | Non connu                        | Antist                       | En face de l'église Saint-Martin                                                 |                                                                           |                   | 43° 07′ 02″ nord, 0° 07′ 41″ est   | Monument aux morts                              |
| Monument aux morts                              | Non connu                        | Aragnouet                    | Devant l'école communale de Fabian                                               | Stèle                                                                     |                   | 42° 47′ 22″ nord, 0° 13′ 45″ est   | Monument aux morts                              |
| Monument aux morts                              | Non connu                        | Arbéost                      | En face de l'église Saint-Laurent                                                | Obélisque                                                                 |                   | 42° 59′ 51″ nord, 0° 17′ 10″ ouest | Monument aux morts                              |
| Monument aux morts                              | Non connu                        | Arcizac-Adour                | Devant l'église Saint-Misselin                                                   | Obélisque                                                                 |                   | 43° 09′ 20″ nord, 0° 05′ 56″ est   | Monument aux morts                              |
| Monument aux morts                              | Non connu                        | Arcizac-ez-Angles            | Devant la mairie                                                                 | Stèle                                                                     |                   | 43° 05′ 39″ nord, 0° 00′ 39″ est   | Monument aux morts                              |
| Monument aux morts                              | Non connu                        | Arcizans-Avant               | Parvis de l'église Saint-Martin                                                  | Monument surmonté d'une croix latine                                      |                   | 42° 59′ 18″ nord, 0° 06′ 18″ ouest | Monument aux morts                              |
| Monument aux morts                              | Non connu                        | Arcizans-Dessus              | Devant la mairie                                                                 | Stèle                                                                     |                   | 42° 59′ 01″ nord, 0° 09′ 37″ ouest | Monument aux morts                              |
| Monument aux morts                              | Non connu                        | Ardengost                    | Devant l'église Saint-Pierre                                                     | Plaque commémorative                                                      |                   | 42° 55′ 32″ nord, 0° 24′ 13″ est   | Monument aux morts                              |
| Monument aux morts                              | Non connu                        | Argelès-Bagnères             | Dans l'église de l’Assomption                                                    | Plaque commémorative                                                      |                   | 43° 05′ 18″ nord, 0° 12′ 03″ est   | Image manquante                                 |
| Monument aux morts                              | Martial Caumont                  | Argelès-Gazost               | Sur la place de la République en face de la mairie.                              | Stèle                                                                     | 8 octobre 1922    | 43° 00′ 18″ nord, 0° 06′ 02″ ouest | Monument aux morts                              |
| Monument aux morts                              | Non connu                        | Aries-Espénan                | Devant l'église de l’Assomption d'Aries                                          | Colonne                                                                   |                   | 43° 16′ 26″ nord, 0° 31′ 41″ est   | Monument aux morts                              |
| Monument aux morts                              | Non connu                        | Arné                         | Entre l'église Saint-Michel et la mairie                                         | Monument surmonté d'une croix de guerre                                   |                   | 43° 11′ 14″ nord, 0° 30′ 19″ est   | Monument aux morts                              |
| Monument aux morts                              | Non connu                        | Arras-en-Lavedan             | Sur la place devant l'église Saint-Martin                                        | Stèle                                                                     |                   | 42° 59′ 28″ nord, 0° 07′ 38″ ouest | Monument aux morts                              |
| Monument aux morts                              | Non connu                        | Arrayou-Lahitte              | Devant l'église Saint-Michel de Lahitte-ez-Angles                                | Monument surmonté d'une croix latine                                      |                   | 43° 05′ 34″ nord, 0° 02′ 25″ est   | Monument aux morts                              |
| Monument aux morts                              | Non connu                        | Arreau                       | Derrière l'église                                                                | Obélisque surmonté d'un coq                                               |                   | 42° 54′ 15″ nord, 0° 21′ 40″ est   | Monument aux morts                              |
| Monument aux morts                              | Non connu                        | Arrens-Marsous               | Sur l'église Saint-Pierre d'Arrens                                               | Plaque commémorative                                                      |                   | 42° 57′ 22″ nord, 0° 12′ 54″ ouest | Monument aux morts                              |
| Monument aux morts                              | Non connu                        | Arrens-Marsous               | Sur l'église Saint-Martin de Marsous                                             | Plaque commémorative                                                      |                   | 42° 57′ 56″ nord, 0° 12′ 08″ ouest | Monument aux morts                              |
| Monument aux morts                              | Non connu                        | Arrodets                     | Devant l'église Saint-Blaise                                                     | Stèle                                                                     |                   | 43° 01′ 50″ nord, 0° 17′ 00″ est   | Monument aux morts                              |
| Monument aux morts                              | Non connu                        | Arrodets-ez-Angles           | Dans l'église de la Toussaint                                                    | Plaque commémorative                                                      |                   | 43° 04′ 28″ nord, 0° 02′ 19″ est   | Image manquante                                 |
| Monument aux morts                              | Non connu                        | Artagnan                     | Entre l'église Saint-Nazaire et la mairie                                        | Obélisque entouré d'obus                                                  |                   | 43° 24′ 12″ nord, 0° 04′ 36″ est   | Monument aux morts                              |
| Monument aux morts                              | Antoine Capderoque               | Artalens-Souin               | Dans le cimetière communal de l'église Saint-Pierre d'Artalens                   | Monument surmonté d'une croix latine                                      |                   | 42° 58′ 31″ nord, 0° 02′ 51″ ouest | Monument aux morts                              |
| Monument aux morts                              | Non connu                        | Artiguemy                    | Entre l'église de l’Assomption et la mairie                                      | Monument surmonté d'une croix latine                                      |                   | 43° 07′ 33″ nord, 0° 14′ 44″ est   | Monument aux morts                              |
| Pas de monument aux morts                       |                                  | Artigues                     |                                                                                  |                                                                           |                   | à géolocaliser                     | Image manquante                                 |
| Monument aux morts                              | Non connu                        | Aspin-Aure                   | Devant l'église Saint-Martin                                                     | Monument surmonté d'un buste de soldat                                    |                   | 42° 55′ 53″ nord, 0° 20′ 25″ est   | Monument aux morts                              |
| Monument aux morts                              | Non connu                        | Aspin-en-Lavedan             | À côté de l'église Notre-Dame-de-l'Assomption                                    | Stèle                                                                     |                   | 43° 04′ 30″ nord, 0° 02′ 51″ ouest | Monument aux morts                              |
| Monument aux morts                              | Non connu                        | Asque                        | À côté de la mairie                                                              | Monument surmonté d'une croix latine                                      |                   | 43° 02′ 38″ nord, 0° 15′ 21″ est   | Monument aux morts                              |
| Monument aux morts                              | Non connu                        | Asté                         | À côté de l'église Saint-Saturnin                                                | Obélisque entouré d'obus                                                  |                   | 43° 02′ 30″ nord, 0° 10′ 10″ est   | Monument aux morts                              |
| Monument aux morts                              | Non connu                        | Astugue                      | Devant l'église Saint-André                                                      | Stèle                                                                     |                   | 43° 05′ 34″ nord, 0° 04′ 12″ est   | Monument aux morts                              |
| Monument aux morts                              | Non connu                        | Aubarède                     | Sur la place de la mairie                                                        | Obélisque surmonté d'une croix de guerre                                  |                   | 43° 16′ 20″ nord, 0° 14′ 10″ est   | Monument aux morts                              |
| Monument aux morts                              | Non connu                        | Aucun                        | Devant l'église Saint-Félix d'Aucun                                              | Stèle                                                                     |                   | 42° 58′ 24″ nord, 0° 11′ 35″ ouest | Monument aux morts                              |
| Monument aux morts                              | Non connu                        | Aulon                        | Sur l'ancienne école                                                             | Stèle                                                                     |                   | 42° 51′ 05″ nord, 0° 17′ 48″ est   | Monument aux morts                              |
| Monument aux morts                              | Non connu                        | Aureilhan                    | Devant l'église Saint-Guérin                                                     | Monument surmonté d'une flamme                                            |                   | 43° 14′ 35″ nord, 0° 05′ 51″ est   | Monument aux morts                              |
| Monument aux morts                              | Non connu                        | Aurensan                     | Contre la mairie                                                                 | Stèle                                                                     |                   | 43° 18′ 15″ nord, 0° 05′ 13″ est   | Monument aux morts                              |
| Monument aux morts                              | Non connu                        | Auriébat                     | Devant l'église de la Nativité-de-la-Sainte-Vierge                               | Obélisque entouré d'obus                                                  |                   | 43° 29′ 42″ nord, 0° 05′ 17″ est   | Monument aux morts                              |
| Monument aux morts                              | Non connu                        | Avajan                       | À côté de la mairie                                                              | Stèle                                                                     |                   | 42° 50′ 33″ nord, 0° 24′ 26″ est   | Monument aux morts                              |
| Monument aux morts                              | Non connu                        | Aventignan                   | Devant l'église Saint-Saturnin                                                   | Obélisque entouré d'obus                                                  |                   | 43° 04′ 08″ nord, 0° 31′ 12″ est   | Monument aux morts                              |
| Monument aux morts                              | Non connu                        | Averan                       | Devant l'église Saint-Martin                                                     | Plaque commémorative                                                      |                   | 43° 08′ 16″ nord, 0° 00′ 28″ est   | Image manquante                                 |
| Monument aux morts                              | Non connu                        | Aveux                        | Dans l'église Notre-Dame-de-l'Assomption                                         | Plaque commémorative                                                      |                   | 43° 00′ 36″ nord, 0° 34′ 17″ est   | Image manquante                                 |
| Monument aux morts                              | Non connu                        | Avezac-Prat-Lahitte          | Porche de l'église                                                               | Stèle                                                                     |                   | 43° 03′ 58″ nord, 0° 20′ 18″ est   | Monument aux morts                              |
| Monument aux morts                              | Non connu                        | Prat                         | Devant l'église                                                                  | Obélisque                                                                 |                   | 43° 03′ 08″ nord, 0° 20′ 13″ est   | Monument aux morts                              |
| Monument aux morts                              | Non connu                        | Lahitte                      | Dans l'église                                                                    | Plaque commémorative                                                      |                   | 43° 04′ 18″ nord, 0° 18′ 49″ est   | Monument aux morts                              |
| Monument aux morts                              | Non connu                        | Ayros-Arbouix                | Dans l'église Saint-Germé d'Ayros                                                | Plaque commémorative                                                      |                   | 43° 00′ 19″ nord, 0° 03′ 52″ ouest | Image manquante                                 |
| Monument aux morts                              | Non connu                        | Ayros-Arbouix                | Dans l'église Saint-Martin d'Arbouix                                             | Plaque commémorative                                                      |                   | 42° 59′ 51″ nord, 0° 03′ 46″ ouest | Image manquante                                 |
| Monument aux morts                              | Non connu                        | Ayzac-Ost                    | À côté de l'église Saint-André d'Ayzac                                           | Monument surmonté d'une croix de guerre                                   |                   | 43° 01′ 20″ nord, 0° 05′ 50″ ouest | Monument aux morts                              |
| Monument aux morts                              | Non connu                        | Ayzac-Ost                    | À côté de l'église Sainte-Lucie d'Ost                                            | Monument surmonté d'une croix de guerre                                   |                   | 43° 01′ 38″ nord, 0° 05′ 34″ ouest | Monument aux morts                              |
| Monument aux morts                              | Louis Grimal                     | Azereix                      | À côté de l'église Saint-Fructueux                                               | Obélisque                                                                 |                   | 43° 12′ 35″ nord, 0° 00′ 38″ ouest | Monument aux morts                              |
| Monument aux morts                              | Non connu                        | Azet                         | À côté de l'église Notre-Dame-de-l'Assomption                                    | Stèle                                                                     |                   | 42° 48′ 38″ nord, 0° 21′ 07″ est   | Monument aux morts                              |
| Œuvre                                           | Auteur                           | Commune                      | Adresse                                                                          | Note                                                                      | Installation      | Coordonnées                        | Illustration                                    |
| B                                               |                                  |                              |                                                                                  |                                                                           |                   |                                    |                                                 |
| Monument aux morts                              | Gauderic Gardy                   | Bagnères-de-Bigorre          | À côté du parc des Vignaux.                                                      | Inscrit MH (2018). Monument surmonté d'un coq                             | 1921              | 43° 04′ 01″ nord, 0° 08′ 55″ est   | Monument aux morts                              |
| Monument aux morts                              | Non connu                        | Banios                       | Au bord de la route départementale D 89                                          | Stèle                                                                     |                   | 43° 02′ 45″ nord, 0° 13′ 56″ est   | Monument aux morts                              |
| Monument aux morts                              | Non connu                        | Barbachen                    | Dans la mairie                                                                   | Plaque commémorative                                                      |                   | 43° 26′ 03″ nord, 0° 07′ 31″ est   | Image manquante                                 |
| Monument aux morts                              | Non connu                        | Barbazan-Debat               | Devant la mairie                                                                 | Stèle                                                                     |                   | 43° 11′ 46″ nord, 0° 07′ 06″ est   | Monument aux morts                              |
| Monument aux morts                              | Non connu                        | Barbazan-Dessus              | Au bord de la route départementale D 85                                          | Stèle                                                                     |                   | 43° 09′ 58″ nord, 0° 08′ 30″ est   | Monument aux morts                              |
| Monument aux morts                              | Non connu                        | Barèges                      | Devant la mairie                                                                 |                                                                           |                   | 42° 53′ 47″ nord, 0° 03′ 52″ est   | Image manquante                                 |
| Monument aux morts                              | Non connu                        | Bareilles                    | Derriere l'église Notre-Dame-de-l'Assomption de Bareilles                        | Obélisque                                                                 |                   | 42° 53′ 48″ nord, 0° 25′ 25″ est   | Monument aux morts                              |
| Monument aux morts                              | Non connu                        | Barlest                      | Place du village                                                                 | Stèle                                                                     | 1920              | 43° 09′ 06″ nord, 0° 05′ 30″ ouest | Monument aux morts                              |
| Monument aux morts                              | Non connu                        | Barrancoueu                  | Devant l'église Saint-Martin                                                     | Plaque commémorative                                                      |                   | 42° 54′ 34″ nord, 0° 20′ 05″ est   | Monument aux morts                              |
| Monument aux morts                              | Non connu                        | Barry                        | Devant l'église de la Nativité-de-la-Sainte-Vierge de Bénac                      | Plaque commémorative                                                      |                   | 43° 09′ 15″ nord, 0° 01′ 30″ est   | Monument aux morts                              |
| Monument aux morts                              | Non connu                        | Barthe                       | Devant l'église Saint-Exupère                                                    | Monument surmonté d'une croix latine                                      |                   | 43° 16′ 58″ nord, 0° 28′ 20″ est   | Monument aux morts                              |
| Monument aux morts                              | Firmin Michelet                  | La Barthe-de-Neste           | Entre la mairie et l'église Saint-Jean-Baptiste                                  | Monument aux morts françai surmonté d'un poilu entouré d'obus             |                   | 43° 04′ 43″ nord, 0° 23′ 06″ est   | Monument aux morts                              |
| Monument aux morts                              | Société Voldoire                 | Bartrès                      | À côté de l'église Saint-Jean-Baptiste                                           | Obélisque surmonté d'une croix latine                                     | 11 novembre 2003  | 43° 07′ 27″ nord, 0° 02′ 54″ ouest | Monument aux morts                              |
| Monument aux morts                              | Non connu                        | Batsère                      | Dansl'église Saint-Jean-l'Évangéliste                                            | Plaque commémorative                                                      |                   | 43° 03′ 42″ nord, 0° 17′ 21″ est   | Image manquante                                 |
| Monument aux morts                              | Octave Larrieu                   | Bazet                        | Devant l'église Saint-Martin                                                     | Stèle                                                                     |                   | 43° 17′ 26″ nord, 0° 04′ 37″ est   | Monument aux morts                              |
| Monument aux morts                              | Louis Grimal                     | Bazillac                     | Face à la mairie                                                                 | Monument surmonté d'un buste de poilu                                     |                   | 43° 21′ 13″ nord, 0° 05′ 57″ est   | Monument aux morts                              |
| Monument aux morts                              | Non connu                        | Bazordan                     | Devant l'église Saint-Jean-Baptiste                                              | Obélisque                                                                 |                   | 43° 13′ 25″ nord, 0° 33′ 03″ est   | Monument aux morts                              |
| Monument aux morts                              | Non connu                        | Bazus-Aure                   | Devant l'église Saint-Michel                                                     | Plaque commémorative                                                      |                   | 42° 51′ 23″ nord, 0° 21′ 01″ est   | Image manquante                                 |
| Monument aux morts                              | Non connu                        | Bazus-Neste                  | Devant l'église Saint-Blaise                                                     | Plaque commémorative                                                      |                   | 43° 02′ 08″ nord, 0° 22′ 50″ est   | Monument aux morts                              |
| Monument aux morts                              | Société Voldoire                 | Beaucens                     | À côté de l'église Saint-Vincent                                                 | Stèle                                                                     | 11 novembre 2009  | 42° 58′ 33″ nord, 0° 03′ 37″ ouest | Monument aux morts                              |
| Monument aux morts                              | Non connu                        | Beaudéan                     | À côté de l'église Saint-Martin                                                  | Stèle                                                                     |                   | 43° 01′ 42″ nord, 0° 10′ 00″ est   | Monument aux morts                              |
| Monument aux morts                              | Non connu                        | Bégole                       | Sur la place, à droite de l'église Saint-Martin de Bégole                        | Stèle                                                                     |                   | 43° 09′ 22″ nord, 0° 19′ 40″ est   | Monument aux morts                              |
| Monument aux morts                              | Non connu                        | Bénac                        | Devant l'église de la Nativité-de-la-Sainte-Vierge                               | Plaque commémorative                                                      |                   | 43° 09′ 15″ nord, 0° 01′ 30″ est   | Monument aux morts                              |
| Monument aux morts                              | Non connu                        | Benqué-Molère                | À côté de l'église Saint-Étienne de Benqué                                       | Monument surmonté d'une croix latine                                      |                   | 43° 05′ 38″ nord, 0° 16′ 58″ est   | Monument aux morts                              |
| Monument aux morts                              | Non connu                        | Berbérust-Lias               | À Juncalas, au bord de la route départementale D 7                               | Stèle                                                                     |                   | 43° 03′ 10″ nord, 0° 00′ 59″ est   | Monument aux morts                              |
| Monument aux morts                              | Non connu                        | Bernac-Debat                 | Devant l'église Saint-Séréné                                                     | Monument surmonté d'une croix de guerre                                   |                   | 43° 10′ 00″ nord, 0° 06′ 35″ est   | Monument aux morts                              |
| Monument aux morts                              | Non connu                        | Bernac-Dessus                | À côté de l'église Saint-Étienne                                                 | Monument surmonté d'un coq                                                |                   | 43° 09′ 40″ nord, 0° 06′ 42″ est   | Monument aux morts                              |
| Monument aux morts                              | Non connu                        | Bernadets-Debat              | A côté de l'église de l’Assomption                                               | Stèle                                                                     |                   | 43° 21′ 15″ nord, 0° 18′ 59″ est   | Monument aux morts                              |
| Monument aux morts                              | Non connu                        | Bernadets-Dessus             | Dans le cimetière communal de l'église de l’Assomption                           | Monument surmonté d'une croix de guerre                                   |                   | 43° 13′ 01″ nord, 0° 18′ 09″ est   | Monument aux morts                              |
| Monument aux morts                              | Non connu                        | Bertren                      | Devant l'église Saint-Jean l'Évangéliste                                         | Stèle                                                                     |                   | 42° 59′ 59″ nord, 0° 37′ 02″ est   | Monument aux morts                              |
| Monument aux morts                              | Non connu                        | Betbèze                      | Dans le cimetière communal de l'église Saint-Jean-Baptiste                       | Stèle                                                                     |                   | 43° 17′ 09″ nord, 0° 34′ 13″ est   | Monument aux morts                              |
| Monument aux morts                              | Non connu                        | Betpouey                     | Dans le cimetière communal de l'église Saint-Sébastien                           | Monument surmonté d'un coq entouré d'obus                                 |                   | 42° 52′ 55″ nord, 0° 02′ 02″ est   | Monument aux morts                              |
| Monument aux morts                              | Non connu                        | Betpouy                      | Sur la place de la mairie, en face de l'église Saint-Jean-Baptiste               |                                                                           |                   | 43° 16′ 32″ nord, 0° 27′ 32″ est   | Monument aux morts                              |
| Monument aux morts                              | Non connu                        | Bettes                       | Devant l'église Saint-Pierre                                                     | Stèle                                                                     |                   | 43° 04′ 47″ nord, 0° 12′ 47″ est   | Monument aux morts                              |
| Monument aux morts                              | Non connu                        | Beyrède-Jumet                | À côté de l'église Saint-Martin de Beyrède                                       | Stèle                                                                     |                   | 42° 57′ 26″ nord, 0° 22′ 33″ est   | Monument aux morts                              |
| Monument aux morts                              | Non connu                        | Camous                       | À côté de l'église Saint-Laurent de Camous                                       | Monument surmonté d'une croix latine                                      |                   | 42° 56′ 42″ nord, 0° 22′ 30″ est   | Monument aux morts                              |
| Monument aux morts                              | Étienne Camus                    | Bize                         | À côté de l'église et de la mairie                                               | Poilu au repos                                                            |                   | 43° 02′ 33″ nord, 0° 28′ 21″ est   | Monument aux morts                              |
| Au mépris du danger (d) (monument aux morts)    | Copie d'après Eugène Bénet       | Bizous                       | À côté de la mairie                                                              | Monument surmonté d'un poilu                                              |                   | 43° 04′ 09″ nord, 0° 26′ 33″ est   | Au mépris du danger (d) (monument aux morts)    |
| Monument aux morts                              | Non connu                        | Bonnefont                    | Devant de l'église Saint-Félix                                                   | Stèle                                                                     |                   | 43° 15′ 00″ nord, 0° 20′ 49″ est   | Monument aux morts                              |
| Monument aux morts                              | Non connu                        | Bonnemazon                   | À côté de l'église Saint-Nicolas                                                 | Obélisque                                                                 |                   | 43° 06′ 09″ nord, 0° 15′ 54″ est   | Monument aux morts                              |
| Monument aux morts                              | Non connu                        | Bonrepos                     | À côté de l'église de l'Assomption                                               | Obélisque surmonté d'une flamme                                           |                   | 43° 11′ 39″ nord, 0° 22′ 25″ est   | Monument aux morts                              |
| Monument aux morts                              | Non connu                        | Boô-Silhen                   | Dans l'église Saint-Jean-Baptiste d'Asmets                                       | Plaque commémorative                                                      |                   | 43° 01′ 09″ nord, 0° 04′ 19″ ouest | Image manquante                                 |
| Monument aux morts                              | Gauderic Gardy                   | Bordères-Louron              | Devant l'église Notre-Dame-de-l'Assomption                                       | Monument surmonté d'un buste de femme casquée entouré d'obus              |                   | 42° 52′ 19″ nord, 0° 23′ 39″ est   | Monument aux morts                              |
| Monument aux morts                              | Louis Grimal                     | Bordères-sur-l'Échez         | Devant les anciennes écoles                                                      | Obélisque avec poilu                                                      |                   | 43° 15′ 31″ nord, 0° 02′ 52″ est   | Monument aux morts                              |
| Monument aux morts                              | Non connu                        | Bordes                       | En face de la mairie                                                             | Monument surmonté d'une croix de guerre                                   |                   | 43° 11′ 53″ nord, 0° 13′ 29″ est   | Monument aux morts                              |
| Monument aux morts                              | Non connu                        | Bouilh-Devant                | Derrière l'église Saint-Laurent                                                  | Stèle                                                                     |                   | 43° 19′ 53″ nord, 0° 15′ 35″ est   | Monument aux morts                              |
| Monument aux morts                              | Non connu                        | Bouilh-Péreuilh              | Devant le cimetière communal                                                     | Stèle                                                                     |                   | 43° 18′ 24″ nord, 0° 11′ 16″ est   | Monument aux morts                              |
| Monument aux morts                              | Non connu                        | Boulin                       | À côté du foyer rural                                                            | Stèle                                                                     |                   | 43° 15′ 18″ nord, 0° 08′ 06″ est   | Monument aux morts                              |
| Monument aux morts                              | Non connu                        | Bourg-de-Bigorre             | Devant l'église Saint-Pierre                                                     | Monument surmonté d'une croix latine                                      |                   | 43° 05′ 27″ nord, 0° 15′ 41″ est   | Monument aux morts                              |
| Monument aux morts                              | Non connu                        | Bourisp                      | Dans le cimetière communal                                                       | Monument surmonté d'une croix latine                                      |                   | 42° 49′ 47″ nord, 0° 20′ 16″ est   | Image manquante                                 |
| Monument aux morts                              | Non connu                        | Bourréac                     | Dans l'église de la Toussaint                                                    | Plaque commémorative                                                      |                   | 43° 06′ 11″ nord, 0° 00′ 01″ est   | Image manquante                                 |
| Monument aux morts                              | Non connu                        | Bours                        | Place rue de la mairie                                                           | Stèle                                                                     |                   | 43° 16′ 42″ nord, 0° 05′ 31″ est   | Monument aux morts                              |
| Monument aux morts                              | Non connu                        | Bramevaque                   | Dans le cimetière communal                                                       | Stèle                                                                     |                   | 42° 58′ 45″ nord, 0° 34′ 23″ est   | Monument aux morts                              |
| Monument aux morts                              | Non connu                        | Bugard                       | Dans l'église de l’Assomption                                                    | Plaque commémorative                                                      |                   | 43° 15′ 25″ nord, 0° 18′ 49″ est   | Image manquante                                 |
| Monument aux morts                              | Non connu                        | Bulan                        | Dans l'église Saint-Blaise                                                       | Plaque commémorative                                                      |                   | 43° 02′ 24″ nord, 0° 16′ 38″ est   | Image manquante                                 |
| Monument aux morts                              | Non connu                        | Bun                          | Dans le cimetière communal                                                       | Monument surmonté d'un soldat couché                                      |                   | 42° 58′ 31″ nord, 0° 09′ 27″ ouest | Monument aux morts                              |
| Monument aux morts                              | Non connu                        | Burg                         | Dans le cimetière communal de l'église Saint-Laurent                             | Monument surmonté d'une croix latine                                      |                   | 43° 11′ 20″ nord, 0° 19′ 33″ est   | Monument aux morts                              |
| Monument aux morts                              | Non connu                        | Buzon                        | Devant de l'église Saint-Caprais                                                 | Stèle                                                                     |                   | 43° 26′ 24″ nord, 0° 08′ 35″ est   | Monument aux morts                              |
| Œuvre                                           | Auteur                           | Commune                      | Adresse                                                                          | Note                                                                      | Installation      | Coordonnées                        | Illustration                                    |
| C                                               |                                  |                              |                                                                                  |                                                                           |                   |                                    |                                                 |
| Monument aux morts                              | Non connu                        | Cabanac                      | En face de l'église Saint-André, au bord de la route départementale D 1          | Obélisque                                                                 |                   | 43° 16′ 15″ nord, 0° 13′ 53″ est   | Monument aux morts                              |
| Monument aux morts                              | Non connu                        | Cadéac                       | Devant de l'église Saint-Félix de Cadéac                                         | Stèle surmonté d'une croix fleur-de-lysée                                 |                   | 42° 53′ 24″ nord, 0° 20′ 56″ est   | Monument aux morts                              |
| Monument aux morts                              | Non connu                        | Cadeilhan-Trachère           | Devant l'église Saint-Missolin, Saint-Blaise                                     | Stèle                                                                     |                   | 42° 48′ 49″ nord, 0° 18′ 49″ est   | Monument aux morts                              |
| Monument aux morts                              | Non connu                        | Caharet                      | Sur la place, à droite de l'église Saint-Martin de Bégole                        | Stèle                                                                     |                   | 43° 09′ 22″ nord, 0° 19′ 40″ est   | Monument aux morts                              |
| Monument aux morts                              | Non connu                        | Caixon                       | Devant l'église de l'Assomption                                                  | Obélisque entouré d'obus                                                  |                   | 43° 24′ 37″ nord, 0° 01′ 27″ est   | Monument aux morts                              |
| Monument aux morts                              | Non connu                        | Calavanté                    | Dans le cimetière communal de l'église Saint-Martin                              | Croix                                                                     |                   | 43° 12′ 16″ nord, 0° 09′ 47″ est   | Monument aux morts                              |
| Monument aux morts                              | Non connu                        | Camalès                      | Place du village au nord de la mairie                                            | Obélisque                                                                 |                   | 43° 21′ 39″ nord, 43° 21′ 39″ est  | Monument aux morts                              |
| Monument aux morts                              | Edmond Chrétien                  | Campan                       | À côté de l'église                                                               | Inscrit MH (2018).                                                        | 28 novembre 1926  | 43° 01′ 00″ nord, 0° 10′ 38″ est   | Monument aux morts                              |
| Monument aux morts                              | Non connu                        | Sainte-Marie-de-Camapn       | Devant l'église                                                                  | Stèle                                                                     |                   | 42° 59′ 05″ nord, 0° 13′ 37″ est   | Monument aux morts                              |
| Monument aux morts                              | Non connu                        | La Séoube                    | À côté de l'ancienne mairie école                                                | Stèle                                                                     |                   | 42° 57′ 46″ nord, 0° 14′ 57″ est   | Monument aux morts                              |
| Pas de monument aux morts                       |                                  | Camparan                     |                                                                                  |                                                                           |                   | à géolocaliser                     | Image manquante                                 |
| Monument aux morts                              | Non connu                        | Campistrous                  | Place de la mairie                                                               | Stèle                                                                     |                   | 43° 09′ 07″ nord, 0° 22′ 36″ est   | Monument aux morts                              |
| Monument aux morts                              | Non connu                        | Campuzan                     | À côté de l'église de l'Assomption                                               | Stèle                                                                     |                   | 43° 16′ 12″ nord, 0° 25′ 42″ est   | Monument aux morts                              |
| Monument aux morts                              | Non connu                        | Cantaous                     | À côté de l'église de l'Assomption                                               | Stèle                                                                     |                   | 43° 06′ 05″ nord, 0° 26′ 29″ est   | Monument aux morts                              |
| Monument aux morts                              | Non connu                        | Capvern                      | Place de la mairie                                                               | Monument surmonté d'un coq                                                |                   | 43° 06′ 08″ nord, 0° 18′ 59″ est   | Image manquante                                 |
| Monument aux morts                              | Non connu                        | Castelbajac                  | Dans l'église Saint-Jean-Baptiste                                                | Plaque commémorative                                                      |                   | 43° 11′ 09″ nord, 0° 21′ 24″ est   | Image manquante                                 |
| Monument aux morts                              | Martial Caumont                  | Castelnau-Magnoac            | Place de l'Estelette.                                                            | Monument surmonté d'un soldat                                             |                   | 43° 17′ 42″ nord, 0° 30′ 20″ est   | Monument aux morts                              |
| Monument aux morts                              | Non connu                        | Castelnau-Rivière-Basse      | Place du panorama de Bigorre                                                     | Monument surmonté d'une croix de guerre entouré d'obus                    |                   | 43° 34′ 48″ nord, 0° 01′ 33″ ouest | Monument aux morts                              |
| Monument aux morts                              | Non connu                        | Castelvieilh                 | À côté de l'église Saint-Michel                                                  | Monument surmonté d'une croix latine                                      |                   | 43° 17′ 06″ nord, 0° 11′ 47″ est   | Monument aux morts                              |
| Pas de monument aux morts                       |                                  | Castéra-Lanusse              |                                                                                  |                                                                           |                   | à géolocaliser                     | Image manquante                                 |
| Monument aux morts                              | Non connu                        | Castéra-Lou                  | Dans le cimetière communal de l'église Sainte-Marie                              | Monument surmonté d'une croix fleur-de-lysée                              |                   | 43° 19′ 30″ nord, 0° 08′ 45″ est   | Monument aux morts                              |
| Pas de monument aux morts                       |                                  | Casterets                    |                                                                                  |                                                                           |                   | à géolocaliser                     | Image manquante                                 |
| Monument aux morts                              | Non connu                        | Castillon                    | Place devant l'église Saint-Laurent                                              | Calvaire faisant office de Monument aux morts,surmonté d'une croix latine |                   | 43° 05′ 20″ nord, 0° 12′ 53″ est   | Monument aux morts                              |
| Monument aux morts                              | Non connu                        | Caubous                      | Devant l'église Saint-François-d'Assise                                          | Monument surmonté d'une croix de guerre                                   |                   | 43° 14′ 48″ nord, 0° 28′ 46″ est   | Monument aux morts                              |
| Monument aux morts                              | Non connu                        | Caussade-Rivière             | Dans le cimetière communal de l'église Saint-Martin                              | Obélisque                                                                 |                   | 43° 30′ 52″ nord, 0° 01′ 05″ est   | Monument aux morts                              |
| Monument aux morts                              | Firmin Michelet                  | Cauterets                    | Devant l'église Notre-Dame-de-l’Assomption                                       | Monument surmonté d'un poilu                                              | 28 septembre 1924 | 42° 53′ 15″ nord, 0° 06′ 46″ ouest | Monument aux morts                              |
| Monument aux morts                              | Non connu                        | Cazarilh                     | À côté de l'église Saint-Martin                                                  | Obélisque                                                                 |                   | 42° 57′ 26″ nord, 0° 34′ 53″ est   | Monument aux morts                              |
| Pas de monument aux morts                       |                                  | Cazaux-Debat                 |                                                                                  |                                                                           |                   | à géolocaliser                     | Image manquante                                 |
| Monument aux morts                              | Non connu                        | Cazaux-Fréchet-Anéran-Camors | Place de la mairie                                                               | Stèle                                                                     |                   | 42° 49′ 49″ nord, 0° 25′ 12″ est   | Monument aux morts                              |
| Monument aux morts                              | Non connu                        | Cazaux-Fréchet-Anéran-Camors | Mairie à Cazaux-Fréchet                                                          | Plaque commémorative                                                      |                   | 42° 49′ 51″ nord, 0° 25′ 12″ est   | Monument aux morts                              |
| Monument aux morts                              | Non connu                        | Chelle-Debat                 | Mur du chevet est de l'église Saint-Martin                                       | Stèle                                                                     |                   | 43° 18′ 13″ nord, 0° 13′ 47″ est   | Monument aux morts                              |
| Monument aux morts                              | Non connu                        | Chelle-Spou                  | À côté de l'église de l’Assomption                                               | Stèle                                                                     |                   | 43° 08′ 07″ nord, 0° 14′ 32″ est   | Monument aux morts                              |
| Monument aux morts                              | Non connu                        | Cheust                       | À Juncalas, au bord de la route départementale D 7                               | Stèle                                                                     |                   | 43° 03′ 10″ nord, 0° 00′ 59″ est   | Monument aux morts                              |
| Monument aux morts                              | Non connu                        | Chèze                        | Place du village                                                                 | Obélisque                                                                 |                   | 42° 54′ 25″ nord, 0° 01′ 47″ ouest | Monument aux morts                              |
| Monument aux morts                              | Non connu                        | Chis                         | À côté de la mairie                                                              | Stèle                                                                     |                   | 43° 17′ 38″ nord, 0° 07′ 17″ est   | Monument aux morts                              |
| Monument aux morts                              | Non connu                        | Cieutat                      | Place du village devant la mairie                                                | Monument surmonté d'un buste de soldat                                    |                   | 43° 07′ 18″ nord, 0° 12′ 52″ est   | Monument aux morts                              |
| Monument aux morts                              | Non connu                        | Cizos                        | Devant l'église Saint-Germé                                                      | Stèle                                                                     |                   | 43° 15′ 36″ nord, 0° 29′ 06″ est   | Monument aux morts                              |
| Monument aux morts                              | Non connu                        | Clarac                       | Devant l'église Saint-Saturnin                                                   | Monument surmonté d'une croix de guerre                                   |                   | 43° 13′ 27″ nord, 0° 14′ 39″ est   | Monument aux morts                              |
| Monument aux morts                              | Non connu                        | Clarens                      | À côté devant de l'église de la mairie                                           | Obélisque                                                                 |                   | 43° 09′ 46″ nord, 0° 24′ 54″ est   | Monument aux morts                              |
| Monument aux morts                              | Non connu                        | Collongues                   | Dans le cimetière communal de l'église Saint-Laurent                             | Colonne                                                                   |                   | 43° 17′ 15″ nord, 0° 09′ 50″ est   | Monument aux morts                              |
| Monument aux morts                              | Non connu                        | Coussan                      | Devant cimetière communal de l'église de l’Assomption                            | Stèle                                                                     |                   | 43° 14′ 41″ nord, 0° 12′ 04″ est   | Monument aux morts                              |
| Monument aux morts                              | Non connu                        | Créchets                     | Dans la mairie                                                                   | Plaque commémorative                                                      |                   | 43° 00′ 11″ nord, 0° 34′ 33″ est   | Image manquante                                 |
| Œuvre                                           | Auteur                           | Commune                      | Adresse                                                                          | Note                                                                      | Installation      | Coordonnées                        | Illustration                                    |
| D                                               |                                  |                              |                                                                                  |                                                                           |                   |                                    |                                                 |
| Monument aux morts                              | Non connu                        | Devèze                       | À côté de l'église Saint-Martin                                                  | Stèle                                                                     |                   | 43° 16′ 16″ nord, 0° 32′ 50″ est   | Monument aux morts                              |
| Monument aux morts                              | Non connu                        | Dours                        | Devant l'église de l'Invention-de-Saint-Étienne                                  | Stèle                                                                     |                   | 43° 17′ 48″ nord, 0° 08′ 17″ est   | Monument aux morts                              |
| Œuvre                                           | Auteur                           | Commune                      | Adresse                                                                          | Note                                                                      | Installation      | Coordonnées                        | Illustration                                    |
| E                                               |                                  |                              |                                                                                  |                                                                           |                   |                                    |                                                 |
| Pas de monument aux morts                       |                                  | Ens                          |                                                                                  |                                                                           |                   | à géolocaliser                     | Image manquante                                 |
| Monument aux morts                              | Non connu                        | Esbareich                    | Place du village                                                                 | Obélisque                                                                 |                   | à géolocaliser                     | Monument aux morts                              |
| Monument aux morts                              | Non connu                        | Escala                       | Dans le cimetière communal de l'église Notre-Dame-de-l'Assomption                | Obélisque                                                                 |                   | 43° 04′ 58″ nord, 0° 24′ 13″ est   | Image manquante                                 |
| Monument aux morts                              | Non connu                        | Escaunets                    | Contre le cimetière communal de l'église Saint-Étienne                           | Obélisque                                                                 |                   | 43° 20′ 51″ nord, 0° 04′ 55″ ouest | Monument aux morts                              |
| Monument aux morts                              | Non connu                        | Escondeaux                   | À côté de l'église Saint-Jean-Baptiste                                           | Obélisque                                                                 |                   | 43° 20′ 22″ nord, 0° 07′ 53″ est   | Monument aux morts                              |
| Monument aux morts                              | Non connu                        | Esconnets                    | Devant l'église Saint-Jacques                                                    | Monument surmonté d'une croix latine                                      |                   | 43° 04′ 08″ nord, 0° 13′ 45″ est   | Monument aux morts                              |
| Monument aux morts                              | Non connu                        | Escots                       | Sur le mur en face de la mairie                                                  | Plaque commémorative                                                      |                   | 43° 03′ 34″ nord, 0° 15′ 29″ est   | Monument aux morts                              |
| Monument aux morts                              | Non connu                        | Escoubès-Pouts               | À côté de l'église Saint-Jean-Baptiste d'Escoubès                                | Stèle                                                                     |                   | 43° 06′ 24″ nord, 0° 01′ 52″ est   | Monument aux morts                              |
| Monument aux morts                              | Non connu                        | Esparros                     | À côté de la mairie                                                              | Stèle                                                                     |                   | 43° 01′ 54″ nord, 0° 19′ 15″ est   | Monument aux morts                              |
| Monument aux morts                              | Non connu                        | Espèche                      | À l'entrée de l'église Saint-André                                               | Obélisque                                                                 |                   | 43° 03′ 33″ nord, 0° 17′ 43″ est   | Monument aux morts                              |
| Monument aux morts                              | Non connu                        | Espieilh                     | Devant l'église Saint-Martin                                                     | Plaque commémorative                                                      |                   | 43° 04′ 35″ nord, 0° 14′ 36″ est   | Monument aux morts                              |
| Monument aux morts                              | Non connu                        | Esquièze-Sère                | À côté de la mairie                                                              | Obélisque                                                                 |                   | 42° 52′ 30″ nord, 0° 00′ 09″ ouest | Monument aux morts                              |
| Monument aux morts                              | Non connu                        | Estaing                      | Devant le cimetière communal de l'église Saint-Jean-Baptiste                     | Stèle                                                                     |                   | 42° 56′ 43″ nord, 0° 10′ 38″ ouest | Monument aux morts                              |
| Monument aux morts                              | Non connu                        | Estampures                   | À côté de la mairie                                                              | Stèle                                                                     |                   | 43° 22′ 21″ nord, 0° 17′ 02″ est   | Monument aux morts                              |
| Monument aux morts                              | Non connu                        | Estarvielle                  | Devant l'église Saint-Pierre                                                     | Plaque commémorative                                                      |                   | 42° 49′ 13″ nord, 0° 24′ 54″ est   | Monument aux morts                              |
| Monument aux morts                              | Non connu                        | Estensan                     | Devant l'église Saint-Michel                                                     | Stèle                                                                     |                   | 42° 49′ 07″ nord, 0° 20′ 38″ est   | Monument aux morts                              |
| Monument aux morts                              | Non connu                        | Esterre                      | Place de l'école                                                                 | Obélisque                                                                 |                   | 42° 52′ 27″ nord, 0° 00′ 24″ est   | Monument aux morts                              |
| Monument aux morts                              | Non connu                        | Estirac                      | À côté de l'église Saint-Jean-Baptiste                                           | Stèle                                                                     |                   | 43° 29′ 56″ nord, 0° 01′ 54″ est   | Monument aux morts                              |
| Œuvre                                           | Auteur                           | Commune                      | Adresse                                                                          | Note                                                                      | Installation      | Coordonnées                        | Illustration                                    |
| F                                               |                                  |                              |                                                                                  |                                                                           |                   |                                    |                                                 |
| Monument aux morts                              | Non connu                        | Ferrère                      | Dans l'église Saint-Michel                                                       | Plaque commémorative                                                      |                   | 42° 57′ 13″ nord, 0° 32′ 12″ est   | Monument aux morts                              |
| Monument aux morts                              | Non connu                        | Ferrières                    | En face de l'église Saint-Pierre-et-Saint-Paul                                   | Monument surmonté d'un poilu entouré d'obus                               |                   | 43° 00′ 36″ nord, 0° 15′ 52″ ouest | Monument aux morts                              |
| Monument aux morts                              | Non connu                        | Fontrailles                  | Dans le cimetière communal                                                       |                                                                           |                   | 43° 20′ 38″ nord, 0° 21′ 18″ est   | Monument aux morts                              |
| Monument aux morts                              | Non connu                        | Fréchède                     | Devant l'église Saint-Michel                                                     | Plaque commémorative                                                      |                   | 43° 22′ 07″ nord, 0° 15′ 23″ est   | Monument aux morts                              |
| Monument aux morts                              | Non connu                        | Fréchendets                  | Devant l'église Saint-Pierre                                                     | Plaque commémorative                                                      |                   | 43° 03′ 46″ nord, 0° 14′ 22″ est   | Monument aux morts                              |
| Monument aux morts                              | Non connu                        | Fréchet-Aure                 | Dans l'église Saint-Saturnin                                                     | Plaque commémorative                                                      |                   | 42° 55′ 54″ nord, 0° 22′ 18″ est   | Image manquante                                 |
| Monument aux morts                              | Non connu                        | Fréchou-Fréchet              | Devant l'église Saint-Jean-l'Évangéliste                                         | Stèle                                                                     |                   | 43° 10′ 28″ nord, 0° 09′ 33″ est   | Monument aux morts                              |
| Œuvre                                           | Commune                          | Auteur                       | Adresse                                                                          | Note                                                                      | Installation      | Coordonnées                        | Illustration                                    |
| G                                               |                                  |                              |                                                                                  |                                                                           |                   |                                    |                                                 |
| Monument aux morts                              | Jean Jacques Abdallah            | Gaillagos                    | Devant la mairie                                                                 | Stèle                                                                     | 11 novembre 2012  | 42° 58′ 57″ nord, 0° 10′ 35″ ouest | Monument aux morts                              |
| Monument aux morts                              | Georges Vivent                   | Galan                        | Devant l'église Saint-Julien                                                     |                                                                           | 1921              | 43° 13′ 19″ nord, 0° 24′ 27″ est   | Monument aux morts                              |
| Monument aux morts                              | Non connu                        | Galez                        | Dans l'église Saint-Martin                                                       | Plaque commémorative                                                      |                   | 43° 11′ 20″ nord, 0° 24′ 24″ est   | Image manquante                                 |
| Monument aux morts                              | Non connu                        | Gardères                     | Place devant l'église Saint-Julien                                               | Obélisque                                                                 |                   | 43° 16′ 47″ nord, 0° 06′ 42″ ouest | Monument aux morts                              |
| Monument aux morts                              | Non connu                        | Gaudent                      | Dans la mairie                                                                   | Plaque commémorative                                                      |                   | 42° 59′ 36″ nord, 0° 34′ 07″ est   | Image manquante                                 |
| Monument aux morts                              | Non connu                        | Gaussan                      | Devant l'église Saint-Pierre                                                     | Obélisque                                                                 |                   | 43° 13′ 46″ nord, 0° 29′ 20″ est   | Monument aux morts                              |
| Monument aux morts                              | Non connu                        | Gavarnie                     | Dans le cimetière communal de l'église Notre-Dame-du-Bon-Port                    | Stèle                                                                     |                   | 42° 43′ 56″ nord, 0° 00′ 39″ ouest | Image manquante                                 |
| Monument aux morts                              | Non connu                        | Gèdre                        | Place                                                                            | Obélisque                                                                 |                   | 42° 47′ 12″ nord, 0° 01′ 15″ est   | Monument aux morts                              |
| Monument aux morts                              | Non connu                        | Gayan                        | Place du monument aux morts                                                      | Monument surmonté d'une croix de guerre                                   |                   | 43° 18′ 24″ nord, 0° 02′ 31″ est   | Monument aux morts                              |
| Monument aux morts                              | Non connu                        | Gazave                       | Devant l'église Saint-Barthélemy                                                 | Plaque commémorative                                                      |                   | 43° 02′ 13″ nord, 0° 25′ 01″ est   | Monument aux morts                              |
| Monument aux morts                              | Non connu                        | Gazost                       | Devant l'église Saint-Jean-Baptiste                                              | Plaque commémorative                                                      |                   | 43° 01′ 53″ nord, 0° 00′ 26″ est   | Monument aux morts                              |
| Monument aux morts                              |                                  | Gembrie                      |                                                                                  | Pas de monument aux morts                                                 |                   | à géolocaliser                     | Image manquante                                 |
| Monument aux morts                              | Non connu                        | Générest                     | Place de Peyre                                                                   | Obélisque                                                                 |                   | 43° 01′ 58″ nord, 0° 31′ 23″ est   | Monument aux morts                              |
| Monument aux morts                              | Étienne Camus                    | Génos                        | Derrière la mairie                                                               | Poilu au repos                                                            |                   | 42° 48′ 31″ nord, 0° 24′ 07″ est   | Monument aux morts                              |
| Monument aux morts                              | Non connu                        | Gensac                       | Dans l'église de l’Assomption                                                    | Plaque commémorative                                                      |                   | 43° 25′ 52″ nord, 0° 05′ 05″ est   | Image manquante                                 |
| Monument aux morts                              | Non connu                        | Ger                          | Sur le pignon gauche de l'église Saint-Gilles                                    | Stèle                                                                     |                   | 43° 03′ 15″ nord, 0° 02′ 26″ ouest | Monument aux morts                              |
| Monument aux morts                              | Joseph Gardy                     | Gerde                        | Devant l'église Saint-Julien                                                     | Monument surmonté d'un buste de soldat                                    |                   | 43° 03′ 17″ nord, 0° 10′ 07″ est   | Monument aux morts                              |
| Monument aux morts                              | Non connu                        | Germ                         | À côté de l'église de l'Invention-de-Saint-Étienne                               | Stèle                                                                     |                   | 42° 47′ 34″ nord, 0° 25′ 29″ est   | Monument aux morts                              |
| Monument aux morts                              | Non connu                        | Germs-sur-l'Oussouet         | A l'entrée du chemin de l'église Saint-Jacques                                   | Stèle                                                                     |                   | 43° 03′ 04″ nord, 0° 03′ 24″ est   | Monument aux morts                              |
| Monument aux morts                              | Non connu                        | Geu                          | Dans l'enceinte du cimetière communal, près de l'entrée de l'église Saint Martin | Stèle                                                                     |                   | 43° 02′ 28″ nord, 0° 03′ 03″ ouest | Monument aux morts                              |
| Monument aux morts                              | Non connu                        | Gez                          | Près de l'église Saint-Germé                                                     | Monument surmonté d'une croix latine entouré d'obus                       | 19 février 1922   | 43° 00′ 43″ nord, 0° 06′ 37″ ouest | Monument aux morts                              |
| Pas de monument aux morts                       |                                  | Gez-ez-Angles                |                                                                                  |                                                                           |                   | à géolocaliser                     | Image manquante                                 |
| Pas de monument aux morts                       |                                  | Gonez                        |                                                                                  |                                                                           |                   | à géolocaliser                     | Image manquante                                 |
| Pas de monument aux morts                       |                                  | Gouaux                       |                                                                                  |                                                                           |                   | à géolocaliser                     | Image manquante                                 |
| Monument aux morts                              | Non connu                        | Goudon                       | Devant l'église Saint-Martin                                                     | Monument surmonté d'une croix de guerre                                   | 8 octobre 1922    | 43° 14′ 40″ nord, 0° 13′ 59″ est   | Monument aux morts                              |
| Monument aux morts                              | Non connu                        | Gourgue                      | Dans le cimetière communal de l'église de l’Assomption                           | Stèle                                                                     |                   | 43° 08′ 09″ nord, 0° 15′ 52″ est   | Monument aux morts                              |
| Monument aux morts                              | Non connu                        | Grailhen                     | Devant l'église Saint-Martin                                                     | Plaque commémorative                                                      |                   | 42° 50′ 49″ nord, 0° 21′ 39″ est   | Monument aux morts                              |
| Monument aux morts                              | Non connu                        | Grézian                      | Dans l'église Saint-Just-et-Saint-Pasteur                                        | Plaque commémorative                                                      |                   | 42° 52′ 14″ nord, 0° 21′ 06″ est   | Image manquante                                 |
| Monument aux morts                              | Non connu                        | Grust                        | À côté de l'église Saint-Martin                                                  | Stèle                                                                     |                   | 42° 53′ 19″ nord, 0° 01′ 53″ ouest | Monument aux morts                              |
| Monument aux morts                              | Non connu                        | Guchan                       | À l'entrée de l'église Saint-Marcel                                              | Plaque commémorative                                                      |                   | 42° 50′ 54″ nord, 0° 20′ 54″ est   | Image manquante                                 |
| Monument aux morts                              | Étienne Camus                    | Guchen                       | Devant l'école primaire                                                          | Poilu au repos entouré d'obus                                             | 1922              | 42° 51′ 53″ nord, 0° 20′ 19″ est   | Monument aux morts                              |
| Monument aux morts                              | Non connu                        | Guizerix                     | Entre la mairie et l'église Saint-Christophe                                     | Stèle                                                                     |                   | 43° 19′ 27″ nord, 0° 26′ 54″ est   | Monument aux morts                              |
| Œuvre                                           | Auteur                           | Commune                      | Adresse                                                                          | Note                                                                      | Installation      | Coordonnées                        | Illustration                                    |
| H                                               |                                  |                              |                                                                                  |                                                                           |                   |                                    |                                                 |
| Pas de monument aux morts                       |                                  | Hachan                       |                                                                                  |                                                                           |                   | à géolocaliser                     | Image manquante                                 |
| Monument aux morts                              | Non connu                        | Hagedet                      | Devant la mairie                                                                 | Stèle                                                                     |                   | 43° 31′ 06″ nord, 0° 01′ 45″ ouest | Monument aux morts                              |
| Monument aux morts                              | Non connu                        | Hauban                       | Dans le cimetière communal de l'église Saint-Vincent                             | Stèle                                                                     |                   | 43° 05′ 41″ nord, 0° 09′ 47″ est   | Image manquante                                 |
| Monument aux morts                              | Non connu                        | Hautaget                     | Devant l'église Saint-Vincent                                                    | Plaque commémorative                                                      |                   | 43° 03′ 20″ nord, 0° 27′ 27″ est   | Monument aux morts                              |
| Monument aux morts                              | Non connu                        | Hèches                       | Devant l'église Saint-Pierre                                                     | Obélisque                                                                 |                   | 43° 01′ 05″ nord, 0° 22′ 22″ est   | Monument aux morts                              |
| Monument aux morts                              | Non connu                        | Rebouc                       | Devant l'église Saint-Ebons de Rebouc                                            | Monument surmonté d'une croix de guerre                                   |                   | 42° 59′ 46″ nord, 0° 22′ 21″ est   | Monument aux morts                              |
| Monument aux morts                              | Non connu                        | Hères                        | À côté de l'église Saint-Jean-Baptiste                                           | Monument surmonté d'une croix latine                                      |                   | 43° 33′ 13″ nord, 0° 00′ 00″ ouest | Monument aux morts                              |
| Monument aux morts                              | Non connu                        | Hibarette                    | Devant l'église Saint-Étienne                                                    | Stèle                                                                     |                   | 43° 09′ 50″ nord, 0° 02′ 05″ est   | Monument aux morts                              |
| Monument aux morts                              | Non connu                        | Hiis                         | Devant l'église Saint-Roch                                                       | Plaque commémorative                                                      |                   | 43° 08′ 10″ nord, 0° 06′ 19″ est   | Monument aux morts                              |
| Monument aux morts                              | Non connu                        | Hitte                        | À côté de l'église Saint-Martin                                                  | Stèle                                                                     |                   | 43° 08′ 54″ nord, 0° 10′ 00″ est   | Monument aux morts                              |
| Monument aux morts                              | Non connu                        | Horgues                      | Devant l'église Saint-Mauront                                                    | Colonne quadrangulaire entouré d'obus                                     |                   | 43° 11′ 21″ nord, 0° 05′ 23″ est   | Monument aux morts                              |
| Monument aux morts                              | Non connu                        | Houeydets                    | Entre l'église de la Nativité-de-la-Sainte-Vierge et la mairie                   | Monument surmonté d'une croix latine                                      |                   | 43° 09′ 44″ nord, 0° 21′ 11″ est   | Monument aux morts                              |
| Monument aux morts                              | Non connu                        | Hourc                        | À côté de l'église Saint-Jean-l'Évangéliste                                      | Monument surmonté d'une croix latine                                      |                   | 43° 14′ 58″ nord, 0° 10′ 14″ est   | Monument aux morts                              |
| Œuvre                                           | Auteur                           | Commune                      | Adresse                                                                          | Note                                                                      | Installation      | Coordonnées                        | Illustration                                    |
| I                                               |                                  |                              |                                                                                  |                                                                           |                   |                                    |                                                 |
| Monument aux morts                              | Jacques Escoula                  | Ibos                         | Devant la collégiale Saint-Laurent                                               |                                                                           | 11 septembre 1921 | 43° 14′ 00″ nord, 0° 00′ 05″ est   | Monument aux morts                              |
| Monument aux morts                              | Non connu                        | Ilhet                        | À côté de la mairie                                                              | Monument surmonté d'une croix de guerre                                   |                   | 42° 57′ 50″ nord, 0° 22′ 56″ est   | Monument aux morts                              |
| Monument aux morts                              | Non connu                        | Ilheu                        | Dans l'église Saints-Cyr-et-Juliette                                             | Plaque commémorative                                                      |                   | 42° 59′ 51″ nord, 0° 35′ 47″ est   | Image manquante                                 |
| Monument aux morts                              | Non connu                        | Izaourt                      | Dans l'église Saint-Laurent                                                      | Plaque commémorative                                                      |                   | 43° 00′ 57″ nord, 0° 35′ 58″ est   | Monument aux morts                              |
| Monument aux morts                              | Non connu                        | Izaux                        | À côté de la mairie                                                              | Monument surmonté d'une croix de guerre                                   |                   | 43° 03′ 44″ nord, 0° 22′ 33″ est   | Monument aux morts                              |
| Œuvre                                           | Auteur                           | Commune                      | Adresse                                                                          | Note                                                                      | Installation      | Coordonnées                        | Illustration                                    |
| J                                               |                                  |                              |                                                                                  |                                                                           |                   |                                    |                                                 |
| Monument aux morts                              | Non connu                        | Jacque                       | Dans le cimetière communal de l'église de l’Assomption                           | Monument surmonté d'une croix latine                                      |                   | 43° 19′ 08″ nord, 0° 12′ 53″ est   | Monument aux morts                              |
| Monument aux morts                              | Non connu                        | Jarret                       | Devant la mairie à Jarret                                                        | Stèle                                                                     |                   | 43° 04′ 54″ nord, 0° 00′ 48″ ouest | Monument aux morts                              |
| Monument aux morts                              | Non connu                        | Jézeau                       | Entre la mairie et l'église Saint-Laurent                                        | Monument surmonté d'un buste de soldat                                    |                   | 42° 54′ 02″ nord, 0° 22′ 52″ est   | Monument aux morts                              |
| Monument aux morts                              | Henri Borde                      | Juillan                      | Sur la place Verdun devant la mairie                                             |                                                                           | 1921              | 43° 12′ 03″ nord, 0° 01′ 22″ est   | Monument aux morts                              |
| Monument aux morts                              | Non connu                        | Julos                        | À côté de l'Église Saint-Pierre                                                  | Monument surmonté d'une croix latine                                      |                   | 43° 07′ 18″ nord, 0° 00′ 19″ est   | Monument aux morts                              |
| Monument aux morts                              | Non connu                        | Juncalas                     | Devant l'église Notre-Dame-de-l'Assomption                                       | Plaque commémorative                                                      |                   | 43° 03′ 14″ nord, 0° 00′ 08″ est   | Monument aux morts                              |
| Œuvre                                           | Auteur                           | Commune                      | Adresse                                                                          | Note                                                                      | Installation      | Coordonnées                        | Illustration                                    |
| L                                               |                                  |                              |                                                                                  |                                                                           |                   |                                    |                                                 |
| Monument aux morts                              | Non connu                        | Labassère                    | Devant l'église Saint-Martin                                                     | Monument surmonté d'un buste de soldat                                    |                   | 43° 03′ 32″ nord, 0° 05′ 46″ est   | Monument aux morts                              |
| Monument aux morts                              | Non connu                        | Labastide                    | En face de l'église Saint-Vincent                                                | Obélisque                                                                 |                   | 43° 02′ 05″ nord, 0° 21′ 14″ est   | Monument aux morts                              |
| Monument aux morts                              | Non connu                        | Labatut-Rivière              | Sur le mur de l'église de l'Assomption                                           | Stèle                                                                     |                   | 43° 31′ 26″ nord, 0° 01′ 54″ est   | Monument aux morts                              |
| Monument aux morts                              | Non connu                        | Laborde                      | Devant l'église Saint-Martin                                                     | Colonne quadrangulaire surmontée d'une croix de guerre                    |                   | 43° 01′ 56″ nord, 0° 17′ 51″ est   | Monument aux morts                              |
| Monument aux morts                              | Non connu                        | Lacassagne                   | À côté de la salle des fêtes                                                     | Stèle                                                                     |                   | 43° 21′ 14″ nord, 0° 08′ 53″ est   | Monument aux morts                              |
| Monument aux morts                              | Non connu                        | Lafitole                     | À côté de l'église de l'Assomption                                               | Colonne                                                                   |                   | 43° 26′ 36″ nord, 0° 04′ 17″ est   | Monument aux morts                              |
| Monument aux morts                              | Non connu                        | Lagarde                      | Devant l'église de la Nativité-de-la-Sainte-Vierge                               | Monument surmonté d'une croix de guerre                                   |                   | 43° 18′ 23″ nord, 0° 02′ 03″ est   | Monument aux morts                              |
| Monument aux morts                              | Non connu                        | Lagrange                     | Devant l'église de la Présentation-de-la-Sainte-Vierge                           | Plaque commémorative                                                      |                   | 43° 07′ 38″ nord, 0° 21′ 02″ est   | Monument aux morts                              |
| Monument aux morts                              | Non connu                        | Lahitte-Toupière             | Devant l'église Saint-Pierre                                                     | Monument surmonté d'un buste de poilu                                     |                   | 43° 27′ 19″ nord, 0° 00′ 53″ ouest | Monument aux morts                              |
| Monument aux morts                              | Non connu                        | Lalanne                      | À côté de l'église de l'Assomption                                               | Obélisque                                                                 |                   | 43° 16′ 04″ nord, 0° 34′ 41″ est   | Monument aux morts                              |
| Monument aux morts                              | Non connu                        | Lalanne-Trie                 | Devant l'église Saint-Pierre                                                     | Plaque commémorative                                                      |                   | 43° 18′ 39″ nord, 0° 20′ 23″ est   | Monument aux morts                              |
| Monument aux morts                              | Non connu                        | Laloubère                    | À côté de l'église de l'Invention-de-Saint-Étienne                               | Obélisque entouré d'obus                                                  |                   | 43° 12′ 20″ nord, 0° 04′ 21″ est   | Monument aux morts                              |
| Monument aux morts                              | Non connu                        | Lamarque-Pontacq             | En face de la mairie                                                             | Stèle                                                                     |                   | 43° 10′ 43″ nord, 0° 06′ 54″ ouest | Monument aux morts                              |
| Monument aux morts                              | Non connu                        | Lamarque-Rustaing            | Dansl'église Saint-Pierre                                                        | Plaque commémorative                                                      |                   | 43° 16′ 34″ nord, 0° 17′ 44″ est   | Image manquante                                 |
| Monument aux morts                              | Non connu                        | Laméac                       | Mur extérieur de l'église Saint-Germé                                            | Stèle                                                                     |                   | 43° 19′ 59″ nord, 0° 13′ 31″ est   | Monument aux morts                              |
| Monument aux morts                              | Non connu                        | Lançon                       | Dans l'église Sainte-Eulalie                                                     | Plaque commémorative                                                      |                   | 42° 53′ 05″ nord, 0° 22′ 03″ est   | Image manquante                                 |
| Monument aux morts                              | Non connu                        | Lanespède                    | Place à côté de l'église Saint-Pierre                                            | Obélisque                                                                 |                   | 43° 10′ 00″ nord, 0° 15′ 59″ est   | Monument aux morts                              |
| Monument aux morts                              | Non connu                        | Lanne                        | Devant l'église Saint-Blaise                                                     | Colonne quadrangulaire surmontée d'une croix de guerre entouré d'obus     |                   | 43° 09′ 56″ nord, 0° 00′ 55″ est   | Monument aux morts                              |
| Monument aux morts                              | Paul Ducuing                     | Lannemezan                   | Place de la République                                                           |                                                                           |                   | 43° 07′ 32″ nord, 0° 23′ 06″ est   | Monument aux morts                              |
| Monument aux morts                              | Non connu                        | Lansac                       | À côté de l'église Saint-André                                                   | Stèle                                                                     |                   | 43° 13′ 18″ nord, 0° 09′ 39″ est   | Monument aux morts                              |
| Monument aux morts                              | Non connu                        | Lapeyre                      | Sous le porche de l'église Saint-Laurent                                         | Plaque commémorative                                                      |                   | 43° 19′ 25″ nord, 0° 20′ 21″ est   | Image manquante                                 |
| Monument aux morts                              | Non connu                        | Laran                        | Porche de l'église Saint-Michel                                                  | Plaque commémorative                                                      |                   | 43° 14′ 10″ nord, 0° 28′ 58″ est   | Monument aux morts                              |
| Monument aux morts                              | Non connu                        | Larreule                     | Devant l'église                                                                  |                                                                           |                   | 43° 26′ 43″ nord, 0° 01′ 00″ est   | Monument aux morts                              |
| Monument aux morts                              | Non connu                        | Larroque                     | Dans l'église de l'Assomption                                                    | Monument surmonté d'un soldat couché                                      |                   | 43° 18′ 32″ nord, 0° 29′ 20″ est   | Image manquante                                 |
| Monument aux morts                              | Non connu                        | Lascazères                   | Dans le cimetière communal de l'église Saint-Jean-Baptiste                       | Croix                                                                     |                   | 43° 30′ 26″ nord, 0° 01′ 30″ ouest | Monument aux morts                              |
| Monument aux morts                              | Non connu                        | Laslades                     | Devant l'église Sainte-Foi                                                       | Monument surmonté d'une croix latine                                      |                   | 43° 13′ 47″ nord, 0° 10′ 07″ est   | Monument aux morts                              |
| Monument aux morts                              | Non connu                        | Lassales                     | En face de l'ancienne école                                                      | Stèle                                                                     |                   | 43° 12′ 48″ nord, 0° 29′ 17″ est   | Monument aux morts                              |
| Monument aux morts                              | Non connu                        | Lau-Balagnas                 | Devant la mairie                                                                 | Monument surmonté d'un buste de poilu                                     |                   | 42° 59′ 49″ nord, 0° 05′ 32″ ouest | Monument aux morts                              |
| Pas de monument aux morts                       |                                  | Layrisse                     |                                                                                  |                                                                           |                   | à géolocaliser                     | Image manquante                                 |
| Monument aux morts                              | Non connu                        | Lescurry                     | Dans l'église Martyre-de-Saint-Jean-Baptiste                                     | Plaque commémorative                                                      |                   | 43° 20′ 10″ nord, 0° 09′ 20″ est   | Image manquante                                 |
| Monument aux morts                              | Non connu                        | Lespouey                     | Dans l'église Saint-Jean-Baptiste                                                | Plaque commémorative                                                      |                   | 43° 12′ 35″ nord, 0° 09′ 43″ est   | Image manquante                                 |
| Monument aux morts                              | Non connu                        | Lézignan                     | Sur l'église de la Toussaint                                                     | Plaque commémorative                                                      |                   | 43° 05′ 56″ nord, 0° 00′ 15″ ouest | Monument aux morts                              |
| Monument aux morts                              | Non connu                        | Lhez                         | À côté de la mairie                                                              | Stèle                                                                     |                   | 43° 12′ 16″ nord, 0° 11′ 50″ est   | Monument aux morts                              |
| Monument aux morts                              | Non connu                        | Liac                         | À côté de l'église Saint-Pierre                                                  | Colonne entourée d'obus                                                   |                   | 43° 24′ 49″ nord, 0° 05′ 56″ est   | Monument aux morts                              |
| Monument aux morts                              | Non connu                        | Libaros                      | En face de la mairie                                                             | Stèle                                                                     |                   | 43° 15′ 14″ nord, 0° 23′ 32″ est   | Monument aux morts                              |
| Monument aux morts                              | Non connu                        | Lies                         | Devant l'entrée de l'église de l'Assomption                                      | Plaque commémorative                                                      |                   | 43° 03′ 55″ nord, 0° 12′ 35″ est   | Monument aux morts                              |
| Monument aux morts                              | Non connu                        | Lizos                        | Dans l'église Saint-Michel                                                       | Plaque commémorative                                                      |                   | 43° 15′ 52″ nord, 0° 08′ 44″ est   | Image manquante                                 |
| Monument aux morts                              | Non connu                        | Lombrès                      | Dans l'église Saint-Médard                                                       | Plaque commémorative                                                      |                   | 43° 03′ 26″ nord, 0° 30′ 30″ est   | Image manquante                                 |
| Monument aux morts                              | Non connu                        | Lomné                        | Devant la mairie                                                                 | Colonne quadrangulaire                                                    |                   | 43° 02′ 45″ nord, 0° 17′ 58″ est   | Monument aux morts                              |
| Monument aux morts                              | Non connu                        | Lortet                       | En face de l'église Saint-Blaise                                                 | Obélisque                                                                 |                   | 43° 02′ 36″ nord, 0° 22′ 47″ est   | Monument aux morts                              |
| Monument aux morts                              | Non connu                        | Loubajac                     | Sur le mur d'enceinte de l'église Saint-Saturnin                                 | Plaque commémorative                                                      |                   | 43° 08′ 02″ nord, 0° 04′ 50″ ouest | Monument aux morts                              |
| Monument aux morts                              | Non connu                        | Loucrup                      | Contre l'église Saint-Martin                                                     | Stèle                                                                     |                   | 43° 07′ 12″ nord, 0° 04′ 16″ est   | Monument aux morts                              |
| Monument aux morts                              | Non connu                        | Loudenvielle                 | À côté de l'église Saint-Just-et-Saint-Pasteur                                   | Obélisque                                                                 |                   | 42° 47′ 43″ nord, 0° 24′ 44″ est   | Monument aux morts                              |
| Monument aux morts                              | Non connu                        | Armenteule                   | À côté de l'église Saint-Félix                                                   | Monument surmonté d'une croix latine                                      |                   | 42° 49′ 00″ nord, 0° 24′ 46″ est   | Monument aux morts                              |
| Monument aux morts                              | Non connu                        | Loudervielle                 | Dans le cimetière communal de l'église Sainte-Marie-Madeleine                    | Monument surmonté d'une croix de guerre                                   |                   | 42° 48′ 32″ nord, 0° 25′ 15″ est   | Monument aux morts                              |
| Monument aux morts                              | Société Voldoire                 | Louey                        | À côté de l'église Saint-Saturnin                                                | Stèle                                                                     | 11 novembre 1978  | 43° 10′ 30″ nord, 0° 01′ 10″ est   | Monument aux morts                              |
| Monument aux morts                              | Non connu                        | Louit                        | En face de la mairie                                                             | Stèle                                                                     |                   | 43° 18′ 07″ nord, 0° 09′ 23″ est   | Monument aux morts                              |
| Monument aux morts                              | Louis Grimal                     | Lourdes                      | Place Peyramale                                                                  |                                                                           |                   | 43° 05′ 47″ nord, 0° 02′ 47″ ouest | Monument aux morts                              |
| Monument aux morts                              | Étienne Camus                    | Loures-Barousse              | À côté de l'église Saint-Roch                                                    | Poilu au repos                                                            | 1922              | 43° 01′ 29″ nord, 0° 36′ 17″ est   | Monument aux morts                              |
| Monument aux morts                              | Non connu                        | Lubret-Saint-Luc             | Sur le mur de l'église Saint-Luc                                                 | Plaque commémorative                                                      |                   | 43° 18′ 52″ nord, 0° 18′ 06″ est   | Image manquante                                 |
| Monument aux morts                              | Non connu                        | Luby-Betmont                 | En face de l'église Martyre-de-Saint-Jean-Baptiste                               | Stèle                                                                     |                   | 43° 17′ 44″ nord, 0° 17′ 35″ est   | Monument aux morts                              |
| Monument aux morts                              | Non connu                        | Luc                          | À côté de l'église Saint-Jean-l'Évangéliste                                      | Monument surmonté d'une croix latine                                      |                   | 43° 09′ 19″ nord, 0° 10′ 41″ est   | Monument aux morts                              |
| Monument aux morts                              | Non connu                        | Lugagnan                     | Place du village, de la Carrère                                                  | Monument surmonté d'une croix de guerre                                   |                   | 43° 03′ 42″ nord, 0° 02′ 18″ ouest | Monument aux morts                              |
| Monument aux morts                              | Non connu                        | Luquet                       | À côté de l'église Saint-Laurent                                                 | Stèle                                                                     |                   | 43° 15′ 56″ nord, 0° 07′ 12″ ouest | Monument aux morts                              |
| Monument aux morts                              | Non connu                        | Lustar                       | Place du village                                                                 | Stèle                                                                     |                   | 43° 16′ 04″ nord, 0° 20′ 06″ est   | Monument aux morts                              |
| Monument aux morts                              | Non connu                        | Lutilhous                    | Devant le cimetière communal                                                     | Stèle                                                                     |                   | 43° 07′ 51″ nord, 0° 19′ 47″ est   | Monument aux morts                              |
| Monument aux morts                              | Firmin Michelet                  | Luz-Saint-Sauveur            | Devant l'église des Templiers                                                    |                                                                           | 1920              | 42° 52′ 18″ nord, 0° 00′ 11″ ouest | Monument aux morts                              |
| Œuvre                                           | Auteur                           | Commune                      | Adresse                                                                          | Note                                                                      | Installation      | Coordonnées                        | Illustration                                    |
| M                                               |                                  |                              |                                                                                  |                                                                           |                   |                                    |                                                 |
| Monument aux morts                              | Non connu                        | Madiran                      | À l’entrée du cimetière                                                          | Monument surmonté d'une croix de guerre                                   |                   | 43° 33′ 02″ nord, 0° 03′ 33″ ouest | Monument aux morts                              |
| Monument aux morts                              | Non connu                        | Mansan                       | Entre l'église Saint-Martin et la mairie                                         | Obélisque                                                                 |                   | 43° 20′ 22″ nord, 0° 11′ 32″ est   | Monument aux morts                              |
| Monument aux morts                              | Non connu                        | Marquerie                    | Entre l'église Saint-Pierre et la mairie                                         | Stèle                                                                     |                   | 43° 15′ 36″ nord, 0° 12′ 11″ est   | Monument aux morts                              |
| Monument aux morts                              | Non connu                        | Marsac                       | Dans l'église Saint-André                                                        | Plaque commémorative                                                      |                   | 43° 19′ 46″ nord, 0° 05′ 24″ est   | Image manquante                                 |
| Monument aux morts                              | Non connu                        | Marsas                       | Dans l'église de l’Assomption                                                    | Plaque commémorative                                                      |                   | 43° 03′ 03″ nord, 0° 13′ 48″ est   | Image manquante                                 |
| Monument aux morts                              | Non connu                        | Marseillan                   | Entre l'église Saint-Hippolyte et la mairie                                      | Obélisque                                                                 |                   | 43° 18′ 10″ nord, 0° 12′ 56″ est   | Monument aux morts                              |
| Monument aux morts                              | Non connu                        | Mascaras                     | Devant l'église Saint-Pierre-et-Saint-Paul                                       | Obélisque                                                                 |                   | 43° 11′ 24″ nord, 0° 10′ 17″ est   | Monument aux morts                              |
| Monument aux morts                              | Octave Larrieu                   | Maubourguet                  | Esplanade de l'église de l'Assomption.                                           |                                                                           |                   | 43° 28′ 12″ nord, 0° 02′ 06″ est   | Monument aux morts                              |
| Monument aux morts                              | Firmin Michelet                  | Mauléon-Barousse             | Au bord de la route départementale D 22 à côté de la mairie.                     | Sculpture de poilu                                                        | 2 novembre 1924   | 42° 57′ 30″ nord, 0° 34′ 02″ est   | Monument aux morts                              |
| Monument aux morts                              | Non connu                        | Mauvezin                     | En face de l'église Notre-Dame                                                   | Obélisque entouré d'obus                                                  |                   | 43° 07′ 01″ nord, 0° 16′ 50″ est   | Monument aux morts                              |
| Monument aux morts                              | Non connu                        | Mazères-de-Neste             | Devant la mairie                                                                 | Obélisque entouré d'obus                                                  |                   | 43° 04′ 16″ nord, 0° 32′ 35″ est   | Monument aux morts                              |
| Monument aux morts                              | Non connu                        | Mazerolles                   | Dans l'église de l'Assomption                                                    | Plaque commémorative                                                      |                   | 43° 21′ 08″ nord, 0° 16′ 56″ est   | Monument aux morts                              |
| Pas de monument aux morts                       |                                  | Mazouau                      |                                                                                  |                                                                           |                   | à géolocaliser                     | Image manquante                                 |
| Monument aux morts                              | Non connu                        | Mérilheu                     | Entre l'église Sainte-Barbe et la mairie                                         | Obélisque                                                                 |                   | 43° 05′ 41″ nord, 0° 10′ 30″ est   | Monument aux morts                              |
| Pas de monument aux morts                       |                                  | Mingot                       |                                                                                  |                                                                           |                   | à géolocaliser                     | Image manquante                                 |
| Monument aux morts                              | Non connu                        | Momères                      | Entre l'église Saint-Christophe et la mairie                                     | Stèle                                                                     |                   | 43° 10′ 36″ nord, 0° 05′ 25″ est   | Monument aux morts                              |
| Monument aux morts                              | Non connu                        | Monfaucon                    | Dans le cimetière communal                                                       | Monument surmonté d'une croix fleur-de-lysée                              |                   | 43° 27′ 01″ nord, 0° 06′ 59″ est   | Monument aux morts                              |
| Monument aux morts                              | Non connu                        | Monléon-Magnoac              | À côté de l'école                                                                | Obélisque surmonté d'une croix de guerre                                  |                   | 43° 15′ 02″ nord, 0° 31′ 02″ est   | Image manquante                                 |
| Monument aux morts                              | Non connu                        | Monlong                      | À côté de l'église Saint-Jean-Baptiste                                           | Stèle                                                                     |                   | 43° 12′ 25″ nord, 0° 27′ 55″ est   | Monument aux morts                              |
| Monument aux morts                              | Non connu                        | Mont                         | Dans le cimetière communal                                                       | Monument surmonté d'une croix                                             |                   | 42° 48′ 57″ nord, 0° 25′ 42″ est   | Image manquante                                 |
| Monument aux morts                              | Non connu                        | Montastruc                   | Devant l'église de la Nativité-de-la-Sainte-Vierge                               | Monument surmonté d'une croix de guerre                                   |                   | 43° 13′ 03″ nord, 0° 20′ 46″ est   | Monument aux morts                              |
| Monument aux morts                              | Non connu                        | Montégut                     | À côté de l'église Saint-André                                                   | Obélisque                                                                 |                   | 43° 03′ 52″ nord, 0° 30′ 12″ est   | Monument aux morts                              |
| Monument aux morts                              | Gauderic Gardy                   | Montgaillard                 | Devant la mairie                                                                 | Monument surmonté d'un buste de femme casquée                             | 1919              | 43° 07′ 28″ nord, 0° 06′ 31″ est   | Monument aux morts                              |
| Monument aux morts                              | Non connu                        | Montignac                    | Dans l'église de l'Assomption                                                    | Plaque commémorative                                                      |                   | 43° 10′ 58″ nord, 0° 08′ 59″ est   | Monument aux morts                              |
| Monument aux morts                              | Non connu                        | Montoussé                    | Devant la mairie                                                                 | Colonne quadrangulaire surmonté d'une croix de guerre                     |                   | 43° 04′ 00″ nord, 0° 24′ 54″ est   | Monument aux morts                              |
| Pas de monument aux morts                       |                                  | Montsérié                    |                                                                                  |                                                                           |                   | à géolocaliser                     | Image manquante                                 |
| Monument aux morts                              | Non connu                        | Moulédous                    | À côté de l'église de l'Assomption de Moulédous                                  | Obélisque entouré d'obus                                                  |                   | 43° 13′ 41″ nord, 0° 14′ 09″ est   | Monument aux morts                              |
| Monument aux morts                              | Non connu                        | Moumoulous                   | À côté de la mairie                                                              | Monument surmonté d'une croix latine                                      |                   | 43° 21′ 37″ nord, 0° 14′ 29″ est   | Monument aux morts                              |
| Monument aux morts                              | Non connu                        | Mun                          | À côté de l'église Saint-Michel de Mun                                           | Obélisque                                                                 |                   | 43° 17′ 00″ nord, 0° 16′ 09″ est   | Monument aux morts                              |
| Œuvre                                           | Auteur                           | Commune                      | Adresse                                                                          | Note                                                                      | Installation      | Coordonnées                        | Illustration                                    |
| N                                               |                                  |                              |                                                                                  |                                                                           |                   |                                    |                                                 |
| Monument aux morts                              | Non connu                        | Nestier                      | À côté de l'église Saint-Jean-Baptiste                                           | Obélisque                                                                 |                   | 43° 03′ 42″ nord, 0° 28′ 45″ est   | Image manquante                                 |
| Monument aux morts                              | Non connu                        | Neuilh                       | Devant l'église Saint-Jean                                                       | Plaque commémorative                                                      |                   | 43° 04′ 38″ nord, 0° 04′ 19″ est   | Monument aux morts                              |
| Monument aux morts                              | Non connu                        | Bas-Nistos                   | À côté de l'église Notre-Dame-de-l'Assomption                                    | Monument surmonté d'une croix de guerre                                   |                   | 43° 01′ 02″ nord, 0° 28′ 46″ est   | Monument aux morts                              |
| Monument aux morts                              | Non connu                        | Haut-Nistos                  | Au bas de l'église Notre-Dame de Bernadouze                                      | Monument surmonté d'une croix de guerre                                   |                   | 43° 00′ 04″ nord, 0° 27′ 48″ est   | Monument aux morts                              |
| Monument aux morts                              | Martial Caumont                  | Nouilhan                     | Devant la mairie, au bord de la route départementale D 4                         | Monument surmonté d'un soldat                                             |                   | 43° 25′ 26″ nord, 0° 02′ 20″ est   | Monument aux morts                              |
| Œuvre                                           | Auteur                           | Commune                      | Adresse                                                                          | Note                                                                      | Installation      | Coordonnées                        | Illustration                                    |
| O                                               |                                  |                              |                                                                                  |                                                                           |                   |                                    |                                                 |
| Monument aux morts                              | Non connu                        | Odos                         | Place devant le château                                                          | Obélisque                                                                 |                   | 43° 11′ 50″ nord, 0° 03′ 29″ est   | Monument aux morts                              |
| Monument aux morts                              | Non connu                        | Oléac-Debat                  | Devant l'église de la Nativité-de-la-Sainte-Vierge                               | Stèle                                                                     | 2021              | 43° 16′ 13″ nord, 0° 08′ 20″ est   | Image manquante                                 |
| Monument aux morts                              | Non connu                        | Oléac-Dessus                 | Dans l'église Saint-Pierre                                                       | Plaque commémorative                                                      |                   | 43° 09′ 35″ nord, 0° 11′ 18″ est   | Image manquante                                 |
| Monument aux morts                              | Non connu                        | Omex                         | Place du village                                                                 | Monument surmonté d'une croix latine                                      |                   | 43° 04′ 34″ nord, 0° 04′ 51″ ouest | Monument aux morts                              |
| Monument aux morts                              | Non connu                        | Ordizan                      | Près de l'église Saint-Georges                                                   | Stèle                                                                     |                   | 43° 06′ 29″ nord, 0° 07′ 48″ est   | Monument aux morts                              |
| Monument aux morts                              |                                  | Organ                        | Dans l'église Saint-André                                                        | Plaque commémorative                                                      |                   | 43° 16′ 34″ nord, 0° 29′ 01″ est   | Image manquante                                 |
| Monument aux morts                              | Non connu                        | Orieux                       | Devant l'église Martyre de-Saint-Jean-Baptiste                                   | Monument surmonté d'une croix latine                                      |                   | 43° 13′ 57″ nord, 0° 17′ 27″ est   | Monument aux morts                              |
| Monument aux morts                              | Non connu                        | Orignac                      | Placette en face de la mairie                                                    | Obélisque                                                                 |                   | 43° 07′ 29″ nord, 0° 10′ 12″ est   | Monument aux morts                              |
| Monument aux morts                              | Non connu                        | Orincles                     | Devant la mairie, au bord de la route départementale D 7                         | Plaque commémorative                                                      |                   | 43° 07′ 49″ nord, 0° 02′ 18″ est   | Monument aux morts                              |
| Monument aux morts                              | Non connu                        | Orleix                       | Devant l'église Saint-Christophe                                                 | Obélisque                                                                 |                   | 43° 16′ 46″ nord, 0° 07′ 22″ est   | Monument aux morts                              |
| Monument aux morts                              | Non connu                        | Oroix                        | Place devant la mairie                                                           | Stèle                                                                     |                   | 43° 18′ 06″ nord, 0° 01′ 58″ ouest | Monument aux morts                              |
| Monument aux morts                              | Non connu                        | Osmets                       | Au bord de la route départementale D 632                                         | Stèle                                                                     |                   | 43° 18′ 21″ nord, 0° 15′ 49″ est   | Monument aux morts                              |
| Monument aux morts                              | Non connu                        | Ossen                        | Dans le cimetière, à gauche de l'église Saint-Jacques d'Ossen                    | Stèle                                                                     |                   | 43° 04′ 10″ nord, 0° 03′ 55″ ouest | Monument aux morts                              |
| Monument aux morts                              | Étienne Camus                    | Ossun                        | Au sud de l'église Saint-Blaise                                                  | Poilu au repos                                                            |                   | 43° 10′ 58″ nord, 0° 01′ 40″ ouest | Monument aux morts                              |
| Monument aux morts                              | Non connu                        | Ossun-ez-Angles              | Dans l'église Saint-Pierre                                                       | Plaque commémorative                                                      |                   | 43° 04′ 45″ nord, 0° 03′ 21″ est   | Image manquante                                 |
| Pas de monument aux morts                       |                                  | Oueilloux                    |                                                                                  |                                                                           |                   | à géolocaliser                     | Image manquante                                 |
| Monument aux morts                              | Non connu                        | Ourde                        | Dans l'église Saint-Martin                                                       | Plaque commémorative                                                      |                   | 42° 57′ 32″ nord, 0° 33′ 24″ est   | Image manquante                                 |
| Monument aux morts de la vallée de Castelloubon | Non connu                        | Ourdis-Cotdoussan            | À Juncalas, au bord de la route départementale D 7                               | Stèle                                                                     |                   | 43° 03′ 10″ nord, 0° 00′ 59″ est   | Monument aux morts de la vallée de Castelloubon |
| Monument aux morts                              | Non connu                        | Ourdon                       | À Juncalas, au bord de la route départementale D 7                               | Stèle                                                                     |                   | 43° 03′ 10″ nord, 0° 00′ 59″ est   | Monument aux morts                              |
| Monument aux morts                              | Martial Caumont                  | Oursbelille                  | En face de l'église de l'Invention-de-Saint-Étienne et de la mairie              | Monument surmonté d'une croix de guerre                                   |                   | 43° 17′ 18″ nord, 0° 02′ 10″ est   | Monument aux morts                              |
| Monument aux morts                              | Non connu                        | Ousté                        | Devant l'église Saint-Pierre                                                     | Plaque commémorative                                                      |                   | 43° 02′ 59″ nord, 0° 00′ 46″ ouest | Monument aux morts                              |
| Monument aux morts                              | Non connu                        | Ouzous                       | Dans le cimetière communal de l'église Notre-Dame-de-l'Assomption                | Stèle                                                                     |                   | 43° 01′ 47″ nord, 0° 06′ 27″ ouest | Monument aux morts                              |
| Monument aux morts                              | Non connu                        | Ozon                         | Devant l'église de l'Assomption d'Ozon                                           | Plaque commémorative                                                      |                   | 43° 10′ 17″ nord, 0° 15′ 27″ est   | Image manquante                                 |
| Monument aux morts                              | Non connu                        | Ozon-Darré                   | Devant l'église d'Ozon -Darré                                                    | Plaque commémorative                                                      |                   | 43° 10′ 03″ nord, 0° 14′ 41″ est   | Image manquante                                 |
| Œuvre                                           | Commune                          | Auteur                       | Adresse                                                                          | Note                                                                      | Installation      | Coordonnées                        | Illustration                                    |
| P                                               |                                  |                              |                                                                                  |                                                                           |                   |                                    |                                                 |
| Pas de monument aux morts                       |                                  | Pailhac                      |                                                                                  |                                                                           |                   | à géolocaliser                     | Image manquante                                 |
| Monument aux morts                              | Non connu                        | Paréac                       | Devant l'église Notre-Dame-de-l'Assomption                                       | Plaque commémorative                                                      |                   | 43° 06′ 56″ nord, 0° 01′ 29″ est   | Image manquante                                 |
| Monument aux morts                              | Non connu                        | Péré                         | Parking de l'église de la Nativité-de-la-Sainte-Vierge                           | Stèle                                                                     |                   | 43° 08′ 04″ nord, 0° 18′ 28″ est   | Monument aux morts                              |
| Monument aux morts                              | Non connu                        | Peyraube                     | Dans l'église Saints-Adbdon-et-Sennen                                            | Plaque commémorative                                                      |                   | 43° 12′ 06″ nord, 0° 14′ 41″ est   | Image manquante                                 |
| Monument aux morts                              | Non connu                        | Peyret-Saint-André           | Devant l'église Saint-André                                                      | Stèle                                                                     |                   | 43° 19′ 16″ nord, 0° 30′ 25″ est   | Monument aux morts                              |
| Monument aux morts                              | Non connu                        | Peyriguère                   | Dans le jardin d'une propriété privée                                            |                                                                           |                   | à géolocaliser                     | Image manquante                                 |
| Monument aux morts                              | Non connu                        | Peyrouse                     | Devant l'église Saint-Martin                                                     | Stèle                                                                     |                   | 43° 06′ 14″ nord, 0° 07′ 03″ ouest | Monument aux morts                              |
| Monument aux morts                              | Non connu                        | Peyrun                       | Devant l'église Saint-Martin                                                     | Monument surmonté d'un poilu                                              |                   | 43° 19′ 49″ nord, 0° 11′ 28″ est   | Monument aux morts                              |
| Monument aux morts                              | Non connu                        | Pierrefitte-Nestalas         | Place Jean Jaurès                                                                | Obélisque                                                                 |                   | 42° 57′ 38″ nord, 0° 04′ 27″ ouest | Monument aux morts                              |
| Monument aux morts                              | Non connu                        | Pinas                        | À côté de l'église de la Nativité-de-la-Sainte-Vierge                            | Obélisque                                                                 |                   | 43° 06′ 58″ nord, 0° 26′ 03″ est   | Monument aux morts                              |
| Monument aux morts                              | Non connu                        | Pintac                       | Devant l'église Martyre de-Saint-Jean-Baptiste                                   | Plaque commémorative                                                      |                   | 43° 17′ 08″ nord, 0° 00′ 35″ ouest | Monument aux morts                              |
| Monument aux morts                              | Non connu                        | Poueyferré                   | Rue de l'église                                                                  | Monument surmonté d'une croix de guerre                                   |                   | 43° 07′ 12″ nord, 0° 04′ 40″ ouest | Monument aux morts                              |
| Monument aux morts                              | Non connu                        | Poumarous                    | Devant l'église Saint-Germain-d'Auxerre                                          | Stèle                                                                     |                   | 43° 09′ 18″ nord, 0° 12′ 58″ est   | Monument aux morts                              |
| Pas de monument aux morts                       |                                  | Pouy                         |                                                                                  |                                                                           |                   | à géolocaliser                     | Image manquante                                 |
| Monument aux morts                              | Non connu                        | Pouyastruc                   | Place devant la mairie                                                           | Monument surmonté d'une croix latine entouré d'obus                       |                   | 43° 16′ 04″ nord, 0° 10′ 13″ est   | Monument aux morts                              |
| Monument aux morts                              | Non connu                        | Pouzac                       | Rue de la République                                                             | Obélisque                                                                 |                   | 43° 05′ 11″ nord, 0° 08′ 04″ est   | Monument aux morts                              |
| Monument aux morts                              | Non connu                        | Préchac                      | Devant l'église Saint-Sébastien                                                  | Plaque commémorative                                                      |                   | 42° 59′ 32″ nord, 0° 04′ 27″ ouest | Monument aux morts                              |
| Monument aux morts                              | Non connu                        | Préchac                      | Devant le cimetière au bord de la route départementale D 13                      | Stèle                                                                     |                   | 42° 59′ 14″ nord, 0° 04′ 14″ ouest | Monument aux morts                              |
| Monument aux morts                              | Martial Caumont                  | Pujo                         | Devant la mairie                                                                 |                                                                           | 1920              | 43° 20′ 52″ nord, 0° 03′ 59″ est   | Monument aux morts                              |
| Monument aux morts                              | Non connu                        | Puntous                      | Devant l'église Saint-Pierre                                                     | Obélisque                                                                 |                   | 43° 18′ 15″ nord, 0° 28′ 13″ est   | Monument aux morts                              |
| Monument aux morts                              | Non connu                        | Puydarrieux                  | À côté de l'église Exaltation-de-la-Sainte-Croix                                 | Monument surmonté d'une croix latine                                      |                   | 43° 17′ 09″ nord, 0° 23′ 13″ est   | Monument aux morts                              |
| Œuvre                                           | Auteur                           | Commune                      | Adresse                                                                          | Note                                                                      | Installation      | Coordonnées                        | Illustration                                    |
| R                                               |                                  |                              |                                                                                  |                                                                           |                   |                                    |                                                 |
| Monument aux morts                              | Firmin Michelet                  | Rabastens-de-Bigorre         | Devant l'église Saint-Louis, rue de l'Alaric                                     | Stèle                                                                     | 7 août 1921       | 43° 23′ 19″ nord, 0° 09′ 04″ est   | Monument aux morts                              |
| Monument aux morts                              | Non connu                        | Recurt                       | En face de l'église Saint-Martin                                                 | Stèle                                                                     |                   | 43° 13′ 08″ nord, 0° 26′ 13″ est   | Monument aux morts                              |
| Monument aux morts                              | Non connu                        | Réjaumont                    | À côté de l'église Saint-Pierre                                                  | Stèle                                                                     |                   | 43° 09′ 38″ nord, 0° 27′ 02″ est   | Monument aux morts                              |
| Monument aux morts                              | Non connu                        | Ricaud                       | Contre l'église de l'Assomption                                                  | Stèle                                                                     |                   | 43° 08′ 53″ nord, 0° 15′ 54″ est   | Monument aux morts                              |
| Pas de monument aux morts                       |                                  | Ris                          |                                                                                  |                                                                           |                   | à géolocaliser                     | Image manquante                                 |
| Œuvre                                           | Auteur                           | Commune                      | Adresse                                                                          | Note                                                                      | Installation      | Coordonnées                        | Illustration                                    |
| S                                               |                                  |                              |                                                                                  |                                                                           |                   |                                    |                                                 |
| Pas de monument aux morts                       |                                  | Sabalos                      |                                                                                  |                                                                           |                   | à géolocaliser                     | Image manquante                                 |
| Pas de monument aux morts                       |                                  | Sabarros                     |                                                                                  |                                                                           |                   | à géolocaliser                     | Image manquante                                 |
| Monument aux morts                              | Non connu                        | Sacoué                       | Dans la mairie                                                                   | Plaque commémorative                                                      |                   | 42° 59′ 17″ nord, 0° 33′ 48″ est   | Image manquante                                 |
| Monument aux morts                              | Non connu                        | Sadournin                    | En face de l'église de l'Assomption                                              | Obélisque surmonté d'une flamme                                           |                   | 43° 18′ 49″ nord, 0° 23′ 54″ est   | Monument aux morts                              |
| Monument aux morts                              | Non connu                        | Sailhan                      | À côté de l'église Saint Laurent                                                 | Stèle                                                                     | 21 mars 2015      | 42° 49′ 13″ nord, 0° 20′ 01″ est   | Monument aux morts                              |
| Monument aux morts                              | Non connu                        | Saint-Arroman                | Devant l'église Saint-Jean-Baptiste                                              | Plaque commémorative                                                      |                   | 43° 02′ 43″ nord, 0° 24′ 07″ est   | Monument aux morts                              |
| Monument aux morts                              | Non connu                        | Saint-Créac                  | Devant l'église Saint-Cyriaque                                                   | Plaque commémorative                                                      |                   | 43° 03′ 34″ nord, 0° 00′ 50″ ouest | Image manquante                                 |
| Pas de monument aux morts                       |                                  | Sainte-Marie                 |                                                                                  |                                                                           |                   | à géolocaliser                     | Image manquante                                 |
| Monument aux morts                              | Non connu                        | Saint-Lanne                  | Devant l'église Saint-Jean-Baptiste                                              | Stèle entourée d'obus                                                     |                   | 43° 35′ 35″ nord, 0° 03′ 47″ ouest | Monument aux morts                              |
| Monument aux morts                              | Charles-Henri Pourquet           | Saint-Lary-Soulan            | Parvis de l' église Saint-Bertrand-de-Comminges                                  | Monument surmonté d'un poilu                                              |                   | 42° 49′ 00″ nord, 0° 19′ 18″ est   | Monument aux morts                              |
| Monument aux morts                              | Non connu                        | Saint-Laurent-de-Neste       | Devant la mairie de Saint-Laurent-de-Neste                                       | Obélisque                                                                 |                   | 43° 04′ 38″ nord, 0° 28′ 58″ est   | Monument aux morts                              |
| Monument aux morts                              | Non connu                        | Le Boila                     | À côté de l'église Saint-Cœur-de-Marie du Boila                                  | Obélisque                                                                 |                   | 43° 05′ 40″ nord, 0° 29′ 04″ est   | Monument aux morts                              |
| Monument aux morts                              | Non connu                        | Saint-Lézer                  | Devant la mairie                                                                 | Colonne                                                                   |                   | 43° 22′ 04″ nord, 0° 01′ 56″ est   | Monument aux morts                              |
| Monument aux morts                              | Non connu                        | Saint-Martin                 | Devant l'église Saint-Martin                                                     | Obélisque                                                                 |                   | 43° 09′ 38″ nord, 0° 05′ 11″ est   | Monument aux morts                              |
| Monument aux morts                              | Non connu                        | Saint-Pastous                | Entre l'église de l'Assomption et la mairie                                      | Monument surmonté d'une croix latine                                      |                   | 43° 00′ 51″ nord, 0° 03′ 33″ ouest | Monument aux morts                              |
| Monument aux morts                              | Non connu                        | Saint-Paul                   | Devant l'église Saint-Michel                                                     | Obélisque                                                                 |                   | 43° 04′ 46″ nord, 0° 30′ 31″ est   | Monument aux morts                              |
| Monument aux morts                              | Non connu                        | Saint-Pé-de-Bigorre          | À côté de l'église Saint-Pierre                                                  | Stèle                                                                     |                   | 43° 06′ 13″ nord, 0° 09′ 34″ ouest | Monument aux morts                              |
| Monument aux morts                              | Non connu                        | Saint-Savin                  | Esplanade place du Trey                                                          | Obélisque                                                                 |                   | 42° 58′ 49″ nord, 0° 05′ 26″ ouest | Monument aux morts                              |
| Monument aux morts                              | Non connu                        | Saint-Sever-de-Rustan        | Devant l'abbaye                                                                  | Obélisque                                                                 |                   | 43° 21′ 05″ nord, 0° 13′ 30″ est   | Monument aux morts                              |
| Monument aux morts                              | Non connu                        | Saléchan                     | À côté de la chapelle Saint-Julien                                               | Monument surmonté d'un coq                                                |                   | 42° 57′ 20″ nord, 0° 38′ 03″ est   | Monument aux morts                              |
| Monument aux morts                              | Non connu                        | Saligos                      | Dans le cimetière de l'église Saint-Pierre-et-Saint-Paul de Saligos              | Monument surmonté d'une croix latine                                      |                   | 42° 53′ 32″ nord, 0° 01′ 13″ ouest | Monument aux morts                              |
| Monument aux morts                              | Non connu                        | Vizos                        | Dans l'église Saint-Michel de Vizos                                              | Plaque commémorative                                                      |                   | 42° 53′ 24″ nord, 0° 00′ 49″ ouest | Image manquante                                 |
| Monument aux morts                              | Non connu                        | Salles                       | Dans le mur du cimetière de l’église Saint-Jacques de Salles                     | Stèle                                                                     |                   | 43° 01′ 45″ nord, 0° 07′ 09″ ouest | Image manquante                                 |
| Monument aux morts                              | Non connu                        | Salles-Adour                 | Devant l'église Saint-Barthélemy                                                 | Stèle                                                                     |                   | 43° 11′ 08″ nord, 0° 05′ 48″ est   | Monument aux morts                              |
| Monument aux morts                              | Non connu                        | Samuran                      | Dedans la mairie                                                                 | Plaque commémorative                                                      |                   | 42° 59′ 16″ nord, 0° 35′ 38″ est   | Image manquante                                 |
| Monument aux morts                              | Non connu                        | Sanous                       | Dans le cimetière communal                                                       | Monument surmonté d'une croix latine                                      |                   | 43° 22′ 40″ nord, 0° 00′ 06″ est   | Monument aux morts                              |
| Monument aux morts                              | Non connu                        | Sariac-Magnoac               | Rue de l'église, à proximité de l'église Saint Martin.                           | Stèle                                                                     |                   | 43° 18′ 34″ nord, 0° 32′ 29″ est   | Monument aux morts                              |
| Monument aux morts                              | Non connu                        | Sarlabous                    | Dans le cimetière communal                                                       | Monument surmonté d'une croix latine                                      |                   | 43° 04′ 40″ nord, 0° 16′ 37″ est   | Monument aux morts                              |
| Monument aux morts                              | Étienne Camus                    | Sarniguet                    | Devant la mairie                                                                 | Poilu au repos                                                            |                   | 43° 19′ 04″ nord, 0° 05′ 16″ est   | Monument aux morts                              |
| Monument aux morts                              | Non connu                        | Sarp                         | Devant l'église Saint-Germé                                                      | Plaque commémorative                                                      |                   | 43° 00′ 58″ nord, 0° 35′ 24″ est   | Image manquante                                 |
| Monument aux morts                              | Henri Borde (figures incrustées) | Sarrancolin                  | Place près de l'église Saint-Ebons                                               | Obélisque                                                                 |                   | 42° 57′ 59″ nord, 0° 22′ 37″ est   | Monument aux morts                              |
| Monument aux morts                              | Henri Borde                      | Sarriac-Bigorre              | Sur la place devant l'église de l'Assomption                                     | Monument entouré d'obus                                                   |                   | 43° 22′ 57″ nord, 0° 07′ 47″ est   | Monument aux morts                              |
| Monument aux morts                              | Non connu                        | Sarrouilles                  | À côté de l'église Notre-Dame de l'Assomption                                    | Stèle                                                                     |                   | 43° 13′ 46″ nord, 0° 07′ 42″ est   | Monument aux morts                              |
| Monument aux morts                              | Non connu                        | Sassis                       | Porche de l'église Notre-Dame-de-l'Assomption                                    | Plaque commémorative                                                      |                   | 42° 52′ 42″ nord, 0° 00′ 57″ ouest | Monument aux morts                              |
| Monument aux morts                              | Non connu                        | Sauveterre                   | Dans la mairie                                                                   | Plaque commémorative                                                      |                   | 43° 28′ 33″ nord, 0° 06′ 06″ est   | Image manquante                                 |
| Monument aux morts                              | Non connu                        | Sazos                        | Dans le cimetière communal de l'église Saint-Julien                              | Monument surmonté d'une croix latine                                      |                   | 42° 53′ 02″ nord, 0° 01′ 26″ ouest | Monument aux morts                              |
| Monument aux morts                              | Non connu                        | Ségalas                      | Dans le cimetière communal de l'église de la Nativité-de-la-Sainte-Vierge        |                                                                           |                   | 43° 24′ 29″ nord, 0° 07′ 45″ est   | Image manquante                                 |
| Monument aux morts                              | Non connu                        | Ségus                        | À côté de l'église Saint-Pierre                                                  | Stèle                                                                     |                   | 43° 04′ 11″ nord, 0° 04′ 33″ ouest | Monument aux morts                              |
| Monument aux morts                              | Non connu                        | Seich                        | À côté de l'église Notre-Dame-de-l'Assomption de Bas Nistos                      | Monument surmonté d'une croix de guerre                                   |                   | 43° 01′ 02″ nord, 0° 28′ 46″ est   | Monument aux morts                              |
| Monument aux morts                              | Firmin Michelet                  | Séméac                       | À côté de la mairie et devant l'église Notre-Dame-de-l'Assomption                | Stèle                                                                     | 2 novembre 1919   | 43° 13′ 43″ nord, 0° 06′ 17″ est   | Monument aux morts                              |
| Monument aux morts                              | Non connu                        | Sénac                        | Au bord de la route départementale D 6                                           | Obélisque                                                                 |                   | 43° 21′ 22″ nord, 0° 11′ 02″ est   | Monument aux morts                              |
| Monument aux morts                              | Non connu                        | Sentous                      | À côté de l'église Saint-Ours                                                    | Monument surmonté d'une croix latine                                      |                   | 43° 15′ 52″ nord, 0° 22′ 42″ est   | Monument aux morts                              |
| Monument aux morts                              | Non connu                        | Sère-en-Lavedan              | Dans l'église Saint-Blaise                                                       | Plaque commémorative                                                      |                   | 43° 01′ 19″ nord, 0° 07′ 13″ ouest | Monument aux morts                              |
| Monument aux morts                              | Non connu                        | Sère-Lanso                   | Dans l'église Saint-Vincent de Sère-ez-Angles                                    | Plaque commémorative                                                      |                   | 43° 04′ 09″ nord, 0° 00′ 35″ est   | Image manquante                                 |
| Monument aux morts                              | Non connu                        | Sère-Rustaing                | Dans l'église Saint-Barthélemy                                                   | Plaque commémorative                                                      |                   | 43° 15′ 35″ nord, 0° 17′ 40″ est   | Image manquante                                 |
| Monument aux morts                              | Non connu                        | Séron                        | À côté de l'église Saint-Michel                                                  | Obélisque                                                                 |                   | 43° 19′ 20″ nord, 0° 05′ 48″ ouest | Monument aux morts                              |
| Monument aux morts                              | Non connu                        | Sers                         | À côté de l'église Saint-Vincent                                                 | Obélisque                                                                 |                   | 42° 53′ 12″ nord, 0° 02′ 18″ est   | Monument aux morts                              |
| Monument aux morts                              | Non connu                        | Siarrouy                     | À côté de la mairie                                                              | Obélisque                                                                 |                   | 43° 19′ 10″ nord, 0° 02′ 19″ est   | Monument aux morts                              |
| Monument aux morts                              | Non connu                        | Sinzos                       | À côté de l'église Saint-Martin                                                  | Monument surmonté d'une croix latine                                      |                   | 43° 13′ 03″ nord, 0° 12′ 57″ est   | Monument aux morts                              |
| Monument aux morts                              | Non connu                        | Siradan                      | À côté de l'église Notre-Dame-de-l'Assomption                                    | Monument surmonté d'une croix de guerre                                   | 24 septembre 1922 | 42° 58′ 11″ nord, 0° 36′ 55″ est   | Monument aux morts                              |
| Monument aux morts                              | Non connu                        | Sireix                       | Dans le cimetière communal de Bun                                                | Monument surmonté d'un soldat couché                                      |                   | 42° 58′ 31″ nord, 0° 09′ 27″ ouest | Monument aux morts                              |
| Monument aux morts                              | Non connu                        | Sombrun                      | Devant l'église Notre-Dame-de-l'Assomption                                       | Monument                                                                  |                   | 43° 28′ 43″ nord, 0° 00′ 28″ est   | Image manquante                                 |
| Pas de monument aux morts                       |                                  | Soréac                       |                                                                                  |                                                                           |                   | à géolocaliser                     | Image manquante                                 |
| Monument aux morts                              | Non connu                        | Sost                         | Devant le portail de l'église Notre-Dame-de-l'Assomption                         | Obélisque                                                                 |                   | 42° 55′ 46″ nord, 0° 33′ 28″ est   | Monument aux morts                              |
| Monument aux morts                              | Non connu                        | Soublecause                  | En face de la mairie                                                             | Stèle                                                                     |                   | 43° 31′ 55″ nord, 0° 01′ 14″ ouest | Monument aux morts                              |
| Monument aux morts                              | Non connu                        | Soues                        | Devant l'église Saint-Pierre                                                     | Stèle                                                                     |                   | 43° 12′ 14″ nord, 0° 05′ 58″ est   | Monument aux morts                              |
| Monument aux morts                              | Non connu                        | Soulom                       | Place du Quillet devant l'église Saint-André                                     | Obélisque surmonté d'un buste de soldat entouré d'obus                    |                   | 42° 57′ 24″ nord, 0° 04′ 30″ ouest | Monument aux morts                              |
| Monument aux morts                              | Non connu                        | Souyeaux                     | Contre l'église Saint-Barthélemy                                                 | Obélisque                                                                 | 1920              | 43° 14′ 27″ nord, 0° 10′ 20″ est   | Monument aux morts                              |
| Œuvre                                           | Commune                          | Auteur                       | Adresse                                                                          | Note                                                                      | Installation      | Coordonnées                        | Illustration                                    |
| T                                               |                                  |                              |                                                                                  |                                                                           |                   |                                    |                                                 |
| Monument aux morts                              | Non connu                        | Tajan                        | Devant l'église Saint-Martin                                                     | Monument surmonté d'une croix latine                                      |                   | 43° 11′ 24″ nord, 0° 27′ 36″ est   | Monument aux morts                              |
| Pas de monument aux morts                       |                                  | Talazac                      |                                                                                  |                                                                           |                   | à géolocaliser                     | Image manquante                                 |
| Monument aux morts                              | Non connu                        | Tarasteix                    | Devant l'église Exaltation-de-la-Sainte-Croix                                    | Monument surmonté d'une croix de guerre                                   |                   | 43° 19′ 16″ nord, 0° 00′ 22″ ouest | Monument aux morts                              |
| Monument aux morts                              | Firmin Michelet                  | Tarbes                       | Au bord des allées du général-Leclerc.                                           |                                                                           | 1913              | 43° 13′ 47″ nord, 0° 04′ 24″ est   | Monument aux morts                              |
| Mémorial des martyrs de la déportation          | Jean-Charles Lallement           | Tarbes                       | Allées du général Leclerc                                                        |                                                                           | 1964              | 43° 13′ 47″ nord, 0° 04′ 22″ est   | Mémorial des martyrs de la déportation          |
| Monument aux morts                              | Non connu                        | Thèbe                        | Devant l'école                                                                   | Plaque commémorative                                                      |                   | 42° 57′ 54″ nord, 0° 35′ 22″ est   | Monument aux morts                              |
| Monument aux morts                              | Non connu                        | Thermes-Magnoac              | À côté du foyer rural                                                            | Stèle                                                                     |                   | 43° 18′ 01″ nord, 0° 35′ 38″ est   | Monument aux morts                              |
| Pas de monument aux morts                       |                                  | Thuy                         |                                                                                  |                                                                           |                   | à géolocaliser                     | Image manquante                                 |
| Monument aux morts                              | Non connu                        | Tibiran-Jaunac               | Dans la mairie                                                                   | Plaque commémorative                                                      |                   | 43° 02′ 49″ nord, 0° 32′ 41″ est   | Image manquante                                 |
| Monument aux morts                              | Non connu                        | Tilhouse                     | À côté de l'église de l'Assomption                                               | Colonne                                                                   |                   | 43° 05′ 10″ nord, 0° 18′ 33″ est   | Monument aux morts                              |
| Monument aux morts                              | Étienne Camus                    | Tostat                       | Devant l'église                                                                  | Poilu au repos                                                            | 1971              | 43° 19′ 39″ nord, 0° 05′ 53″ est   | Monument aux morts                              |
| Monument aux morts                              | Firmin Michelet                  | Tournay                      | Sur la place d'Astarac                                                           |                                                                           | 1922              | 43° 11′ 04″ nord, 0° 14′ 38″ est   | Monument aux morts                              |
| Monument aux morts                              | Non connu                        | Tournous-Darré               | Dans le cimetière communal de l'église de l'Assomption                           | Stèle                                                                     |                   | 43° 17′ 14″ nord, 0° 21′ 44″ est   | Monument aux morts                              |
| Monument aux morts                              | Non connu                        | Tournous-Devant              | Devant l'église Saint-Martin                                                     | Monument surmonté d'une croix de guerre                                   |                   | 43° 14′ 55″ nord, 0° 25′ 06″ est   | Monument aux morts                              |
| Monument aux morts                              | Non connu                        | Tramezaïgues                 | Devant l'église Saint-Denis-Saint-Nicolas                                        | Plaque commémorative                                                      |                   | 42° 47′ 53″ nord, 0° 17′ 21″ est   | Monument aux morts                              |
| Monument aux morts                              | Non connu                        | Trébons                      | À côté de l'église Saint-Pierre                                                  | Stèle                                                                     |                   | 43° 06′ 03″ nord, 0° 07′ 11″ est   | Monument aux morts                              |
| Monument aux morts                              | Non connu                        | Trie-sur-Baïse               | Place du souvenir                                                                |                                                                           | 26 novembre 1922  | 43° 19′ 18″ nord, 0° 22′ 10″ est   | Monument aux morts                              |
| Monument aux morts                              | Non connu                        | Troubat                      | Dans le cimetière communal                                                       | Calvaire                                                                  |                   | 42° 58′ 45″ nord, 0° 34′ 49″ est   | Monument aux morts                              |
| Monument aux morts                              | Non connu                        | Trouley-Labarthe             | Dedans l'église Saint-Laurent                                                    | Plaque commémorative                                                      |                   | 43° 18′ 58″ nord, 0° 14′ 37″ est   | Image manquante                                 |
| Monument aux morts                              | Non connu                        | Tuzaguet                     | À côté de l'église Notre-Dame-de-l'Assomption                                    | Monument surmonté d'une croix de guerre                                   |                   | 43° 04′ 34″ nord, 0° 26′ 14″ est   | Monument aux morts                              |
| Œuvre                                           | Commune                          | Auteur                       | Adresse                                                                          | Note                                                                      | Installation      | Coordonnées                        | Illustration                                    |
| U                                               |                                  |                              |                                                                                  |                                                                           |                   |                                    |                                                 |
| Monument aux morts                              | Non connu                        | Uglas                        | Devant l'église Saint-Barthélemy                                                 | Stèle                                                                     |                   | 43° 08′ 28″ nord, 0° 26′ 02″ est   | Monument aux morts                              |
| Monument aux morts                              | Non connu                        | Ugnouas                      | Devant l'église Saint-Orens                                                      | Plaque commémorative                                                      |                   | 43° 20′ 28″ nord, 0° 05′ 50″ est   | Monument aux morts                              |
| Monument aux morts                              | Non connu                        | Uz                           | Dedans l'église Saint-Laurent                                                    | Plaque commémorative                                                      |                   | 42° 57′ 59″ nord, 0° 05′ 07″ ouest | Image manquante                                 |
| Monument aux morts                              | Non connu                        | Uzer                         | Devant l'église Saint-Martin                                                     | Stèle                                                                     |                   | 43° 04′ 42″ nord, 0° 11′ 49″ est   | Monument aux morts                              |
| Œuvre                                           | Auteur                           | Commune                      | Adresse                                                                          | Note                                                                      | Installation      | Coordonnées                        | Illustration                                    |
| V                                               |                                  |                              |                                                                                  |                                                                           |                   |                                    |                                                 |
| La Revanche (monument aux morts de 1870)        | Edmond Desca                     | Vic-en-Bigorre               | Devant la mairie                                                                 |                                                                           | 1894              | 43° 23′ 10″ nord, 0° 03′ 17″ est   | La Revanche (monument aux morts de 1870)        |
| Monument aux morts                              | Martial Caumont                  | Vic-en-Bigorre               | Angle nord-est de la mairie                                                      | Monument surmonté d'un soldat                                             | 19 avril 1925     | 43° 23′ 10″ nord, 0° 03′ 16″ est   | Monument aux morts                              |
| Monument aux morts                              | Non connu                        | Vidou                        | Devant l'église Saint-Michel                                                     | Plaque commémorative                                                      |                   | 43° 17′ 58″ nord, 0° 19′ 25″ est   | Monument aux morts                              |
| Monument aux morts                              | Non connu                        | Vidouze                      | Devant l'église Saint-Jacques                                                    | Obélisque                                                                 |                   | 43° 26′ 36″ nord, 0° 02′ 58″ ouest | Monument aux morts                              |
| Monument aux morts                              | Non connu                        | Viella                       | Dans le cimetière de l'église Saint-Michel                                       | Stèle                                                                     |                   | 42° 52′ 38″ nord, 0° 00′ 49″ est   | Monument aux morts                              |
| Monument aux morts                              | Non connu                        | Vielle-Adour                 | Dans le cimetière de l'église Saint-Jean-l'Évangéliste                           | Monument surmonté d'une croix latine                                      |                   | 43° 08′ 42″ nord, 0° 06′ 47″ est   | Monument aux morts                              |
| Monument aux morts                              | Non connu                        | Vielle-Aure                  | Dans le cimetière communal de l'église Saint-Barthélémy                          | Stèle                                                                     |                   | 42° 49′ 49″ nord, 0° 19′ 33″ est   | Monument aux morts                              |
| Monument aux morts                              | Non connu                        | Vielle-Louron                |                                                                                  | Plaque commémorative                                                      |                   | à géolocaliser                     | Image manquante                                 |
| Monument aux morts                              | Non connu                        | Vier-Bordes                  | Dans l'église Saint-Laurent                                                      | Plaque commémorative                                                      |                   | 42° 59′ 54″ nord, 0° 03′ 17″ ouest | Image manquante                                 |
| Monument aux morts                              | Non connu                        | Vieuzos                      | Entre l'église Saint-Laurent et la mairie                                        | Monument surmonté d'une croix de guerre                                   |                   | 43° 15′ 34″ nord, 0° 27′ 02″ est   | Monument aux morts                              |
| Monument aux morts                              | Non connu                        | Viey                         | À côté de l'église Saint-Sylvestre                                               | Plaque commémorative                                                      |                   | 42° 52′ 56″ nord, 0° 01′ 25″ est   | Monument aux morts                              |
| Monument aux morts                              | Non connu                        | Viger                        | Devant l'église Saint-Martin                                                     | Plaque commémorative                                                      |                   | 43° 03′ 47″ nord, 0° 02′ 51″ ouest | Image manquante                                 |
| Monument aux morts                              | Non connu                        | Vignec                       | Devant la mairie                                                                 | Stèle                                                                     |                   | 42° 49′ 25″ nord, 0° 18′ 59″ est   | Monument aux morts                              |
| Monument aux morts                              | Non connu                        | Villefranque                 | Devant l'église de l'Assomption                                                  | Plaque commémorative                                                      |                   | 43° 30′ 08″ nord, 0° 00′ 22″ ouest | Monument aux morts                              |
| Monument aux morts                              | Non connu                        | Villelongue                  | Devant l'église Saint-Martin                                                     | Stèle                                                                     |                   | 42° 57′ 16″ nord, 0° 03′ 20″ ouest | Monument aux morts                              |
| Monument aux morts                              | Non connu                        | Villembits                   | À l'entrée du cimetière communal                                                 | Monument surmonté d'une croix de guerre                                   |                   | 43° 16′ 40″ nord, 0° 18′ 47″ est   | Monument aux morts                              |
| Monument aux morts                              | Non connu                        | Villemur                     | À côté de la mairie                                                              | Obélisque                                                                 |                   | 43° 15′ 20″ nord, 0° 33′ 03″ est   | Monument aux morts                              |
| Monument aux morts                              | Non connu                        | Villenave-près-Béarn         | Dans le cimetière communal, contre l'église Notre-Dame-de-l'Assomption           | Stèle                                                                     |                   | 43° 21′ 51″ nord, 0° 05′ 23″ ouest | Monument aux morts                              |
| Monument aux morts                              | Non connu                        | Villenave-près-Marsac        | Dans l'église Saint-André de Marsac                                              | Plaque commémorative                                                      |                   | 43° 19′ 46″ nord, 0° 05′ 24″ est   | Image manquante                                 |
| Monument aux morts                              | Non connu                        | Viscos                       | Dans l'église Saint-Pierre                                                       | Plaque commémorative                                                      |                   | 42° 54′ 39″ nord, 0° 02′ 36″ ouest | Image manquante                                 |
| Monument aux morts                              | Non connu                        | Visker                       | Devant la mairie                                                                 | Obélisque                                                                 |                   | 43° 08′ 20″ nord, 0° 03′ 58″ est   | Monument aux morts                              |